# 石破茂
石破 茂（いしば しげる、1957年〈昭和32年〉2月4日 - ）は、日本の政治家。自由民主党所属の衆議院議員（13期）、内閣総理大臣（第102・103代）、自由民主党総裁（第28代）。
防衛庁長官（第68・69代）、防衛大臣（第4代）、農林水産大臣（第48代）、自由民主党政務調査会長（第52代）、自由民主党幹事長（第50代）、内閣府特命担当大臣（国家戦略特別区域）、内閣府特命担当大臣（地方創生）、さわらび会会長、無派閥連絡会顧問、自民党たばこ議員連盟副会長、水月会会長などを歴任した。クリスチャン（プロテスタント）。移民1000万人計画を取りまとめた自民党国際人材議員連盟の顧問を歴任した。
父は自治大臣、参議院議員、鳥取県知事、建設事務次官などを務めた石破二朗。愛称は「ゲル」。

## 来歴

### 出生・学生時代
姉二人の末っ子長男として誕生する。東京都千代田区にて出生。父・二朗は茂の出生時、48歳であり、二朗の秘書を務めていた高岩迪資によると、二朗は自身の高齢の恥ずかしさから病院へ行きたがらず、高岩が代理で病院へ出かけたため、病院側は高岩を茂の父親と間違えたという。
1958年に父・二朗が鳥取県知事に就任したため、鳥取県へ転居。中学校卒業まで鳥取県八頭郡郡家町（現・八頭町郡家）で育つ。そのため茂は幼少期の東京での記憶がない。
母はかつて国語の教員だったこともあり、教育熱心な人物だった。小学校の頃は毎晩1時間程度、偉人伝の朗読をさせられた。
鳥取大学教育学部附属小学校、鳥取大学教育学部附属中学校を経て、慶應義塾高等学校に進学。
1979年、慶應義塾大学法学部法律学科（新田敏ゼミ）を卒業。2年生のとき、全日本学生法律討論会で1位になる。

### 銀行員時代
新聞記者になることや日本国有鉄道への就職も考えたが、父・二朗の反対により断念。1979年、三井銀行（現・三井住友銀行）に入行。入行に関して、三井信託銀行社長を務めた鳥取県出身の土井正三郎は、「昭和五十三年初夏の頃石破（二朗）さんから令息・茂君の就職について相談を受けたことがありました。そのとき私は本人の志望会社を認められることを強調し、たまたま入社志望会社の人事担当役員が古くから親交がありましたので、石破（二朗）さんと一緒に訪ねたこともありました。又、令息の学業、クラブ活動の成績等は極めて優秀、希望通り採用内定し、その通知を受けられた、ご両親のご安堵の程が察せられたことを想起しています」と述べている。東京都中央区にある本町支店に配属。

### 政界入り・衆議院議員初当選以後
1981年9月、父・二朗が死去。父の死後、二朗の友人であった田中角栄元首相から「おまえが（おやじの後に）出ろ」と薦められ、政界入りを決断。
1983年、三井銀行を退職し、田中角栄が領袖の木曜クラブ事務局に勤務する。1986年、第38回衆議院議員総選挙に自由民主党公認で鳥取県全県区（定数4）から出馬し、得票数は最下位ながら4位で初当選した。当時29歳で、全国最年少の国会議員であった。なお鳥取県全県区からは田中派の平林鴻三が選出されていたが、1984年4月に死去した島田安夫の旧後援会である青山会からの要請で出馬を決意。島田安夫は福田派であったが、中曽根派の幹部であった渡辺美智雄から後援を受けていた関係から中曽根派から立候補した。以後9期連続当選。
1988年9月2日、リクルート事件をきっかけとして武村正義、鳩山由紀夫らとともに政策勉強会「ユートピア政治研究会」を結成する。
1990年の第39回では鳥取県全県区でトップ当選する。1990年、衆議院農林水産委員会理事に就任。1992年、宮澤改造内閣で農林水産政務次官。

### 未公認無所属・自民党離党
1993年の宮澤内閣不信任決議を巡っては、与党の一員でありながら賛成票を投じるが、離党はしなかった。第40回衆議院議員総選挙では、公認が得られず無所属で出馬し、再びトップ当選する。
1993年、細川連立政権が推進した政治改革関連4法案をめぐり、野党に転落した自民党の方針に反して賛成し役職停止処分を受けた。自民党離党と新党参加を決意したのは、河野洋平自民党総裁（当時）の下で、「憲法改正論議を凍結する」という方針だったことが原因だったと後に主張している。

### 新生党参加・政争と護憲路線への失望
同じく自民党を離党した西岡武夫らと共に改革の会を結成したあと、小沢一郎率いる新生党に参加。河野自民党が護憲路線の他方、小沢率いる新生党は集団的自衛権の行使容認を政策として掲げ、憲法改正にも積極的だということで、「本来の保守は新生党になったんだ」と思い、入党することにしたと述べている。ところが実際には、集団的自衛権・憲法改正政策論議が党内で行われることはほとんどなく、権力闘争が繰り返されているという有様であった。石破が憲法改正や安全保障問題などを党内で議論しても、それが党としての政策に反映されることはなかった。そのため、本格的な政策論議をするためと小沢は小選挙区導入を推進したはずなのに、理想とはほど遠い現実であったという。

### 新進党離党・無所属当選・自民党復党
新生党はいくつかの新党と合従連衡したのちに、大きな党となり、自民党と対峙する二大政党制確立のためと主張する新進党結党にも参加。しかし、1995年に党首に選出された、国連中心主義を唱える小沢一郎の、憲法改正論議のない安全保障政策に失望した。1996年の第41回衆議院議員総選挙の直前になって、新進党は「集団的自衛権は行使しない」「消費税はこれ以上上げない」等のまったく異なる政策を掲げた。そのため衆議院選挙前に単身、新進党を離党。総選挙では新設された鳥取1区から無所属で出馬し、過半数に達する得票で圧勝した。以後は2024年までに9度、鳥取1区では対立候補に1度も比例復活を許さず、当選を続けている。1997年3月、橋本龍太郎首相率いる自由民主党に復党。

### 森・小泉政権
2000年、第2次森内閣で農林水産政務次官に任命される。2001年、第2次森改造内閣で防衛庁副長官に任命される。

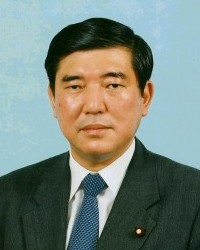
防衛庁長官在任中に公表された肖像

拉致議連の会長を務めた後、2002年、第1次小泉内閣第1次改造内閣で防衛庁長官に任命され、初入閣した。防衛庁長官在任中はアメリカ同時多発テロ事件の発生による有事法制の制定や、陸上・航空自衛隊のイラク派遣に取り組んだ。

### 福田政権
安倍晋三の退陣に伴う2007年自由民主党総裁選挙では福田康夫を支持し、福田が総裁に選出される。福田康夫内閣では防衛大臣に任命され、約3年ぶりに防衛省へ赴任する。在任時にイージス艦衝突事故が発生した。
翌2008年、福田首相の退陣に伴う自由民主党総裁選挙に出馬し、25票で立候補者5人中最下位に終わった（当選者は麻生太郎）。

### 麻生政権
2008年、麻生内閣で農林水産大臣に任命される。農林水産大臣は松岡利勝（自殺）、赤城徳彦（辞任）、遠藤武彦（辞任）、太田誠一（辞任）ら前任者の多くが不祥事に見舞われていたが、石破は特に目立った不祥事を起こさず、約1年間、農林水産大臣を務めた。しかし総選挙が近づくと、閣内にありながら与謝野馨財務大臣らとともに麻生おろしに加担し、退陣要求を行った。
2009年の第45回衆議院議員総選挙では鳥取1区で民主党の新人に比例復活を許さず8回目の当選を果たした。鳩山由紀夫内閣の発足に伴い、農林水産大臣を退任。

### 野党時代
2009年9月、自民党の野党転落後に行われた自民党総裁選挙では、前回の総裁選の対立候補であった与謝野馨から立候補を促され、マスメディアも石破の立候補を有力視していたが、前回総裁選の推薦人であった議員20人のうち13人が落選し、推薦人集めの難航が予想されたため、立候補を断念。谷垣禎一元財務大臣への支持を表明し、総裁に選出された谷垣の下で自由民主党政務調査会長に起用された。自民党鳥取県連の関係者によれば、党三役入りした鳥取県選出議員は石破が初めてであった。政調会長就任に伴い、所属していた額賀派を離脱した。
2010年4月22日の記者会見において、自民党を離党した与謝野馨、園田博之らが参加する新党たちあがれ日本について「私自身、新党「たちあがれ日本」に参加した与謝野馨と園田博之とは、政策的に非常に近いスタンスだ。2人は、自民党で中心的な政策の立案をしてきており、共闘していくのは当然だ」「たちあがれ日本とは、「民主党の過半数を阻止しなければならない」という思いは共通しており、今後、政策面で共同歩調をとることは多々ある」と述べ、たちあがれ日本と共闘する可能性を示唆し、講演でも「ともに民主党を倒すという思いなら、罵詈雑言や裏切り者などという前に、どうやって共闘するか考えるのが大事だ」と述べ、たちあがれ日本と協力する可能性に言及した。同年9月、自民党政調会長に留任。
2011年9月、党役員人事により自民党政調会長を退任（後任は茂木敏充）。政調会長退任後は所属していた額賀派には復帰せず、同年12月に派閥横断型政策勉強会「さわらび会」を立ち上げた。衆議院予算委員会野党筆頭理事、自民党安全保障調査会長に就任。

### 自民党総裁選への出馬・与党復帰

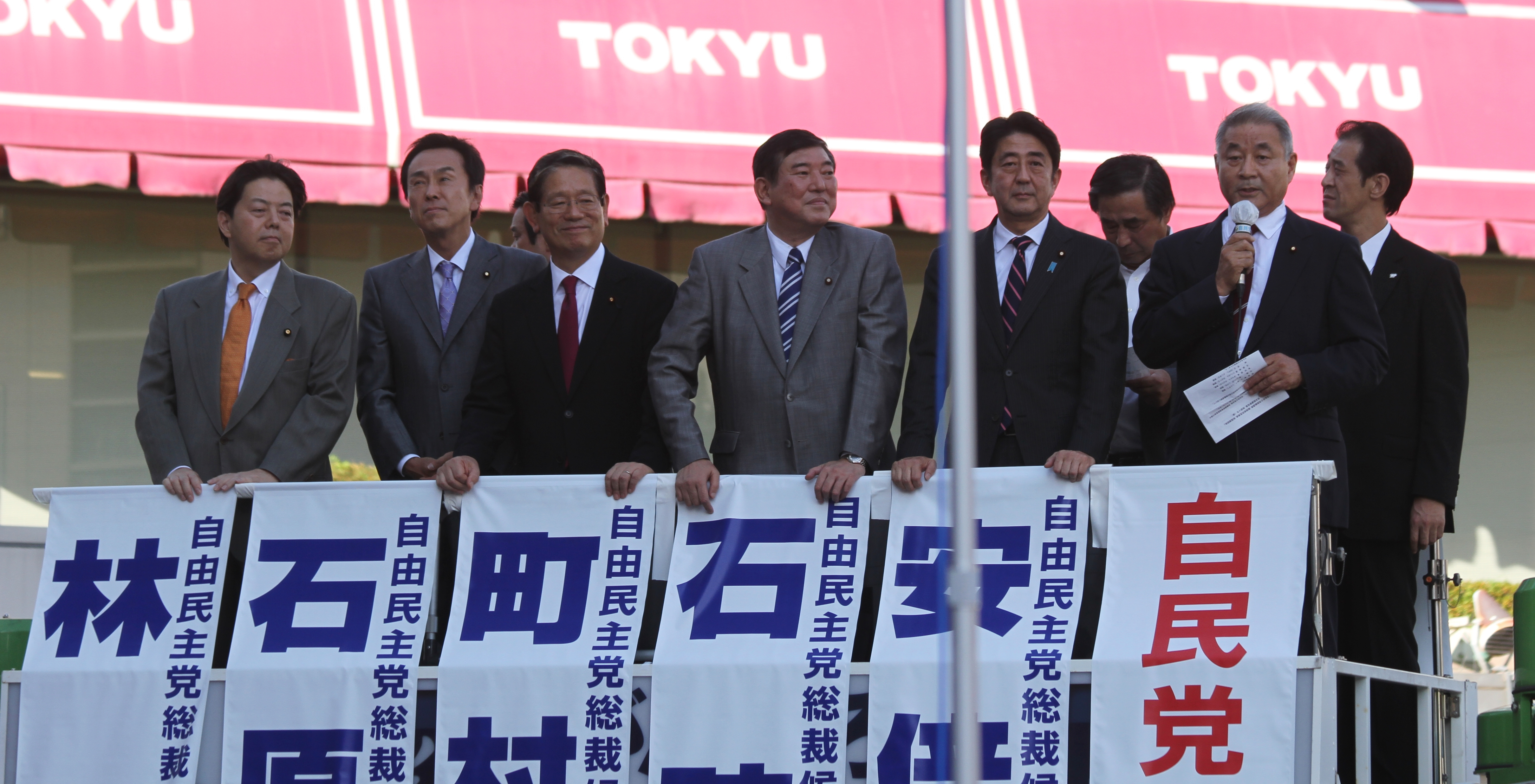
2012年自由民主党総裁選挙 街頭演説会
左から林芳正、石原伸晃、町村信孝、石破茂、安倍晋三

2012年9月10日、自由民主党総裁選挙への出馬を表明。9月26日に実施された投開票では、1回目の投票で立候補者5人中トップの199票（地方票165票、国会議員票34票）を獲得し、特に地方票では2位以下の候補を大きく引き離したが、過半数の確保には至らなかった。国会議員のみによる2回目の投票では、大きく上積みし89票を獲得するも、108票を獲得した安倍晋三元首相に敗れる。
自由民主党幹事長

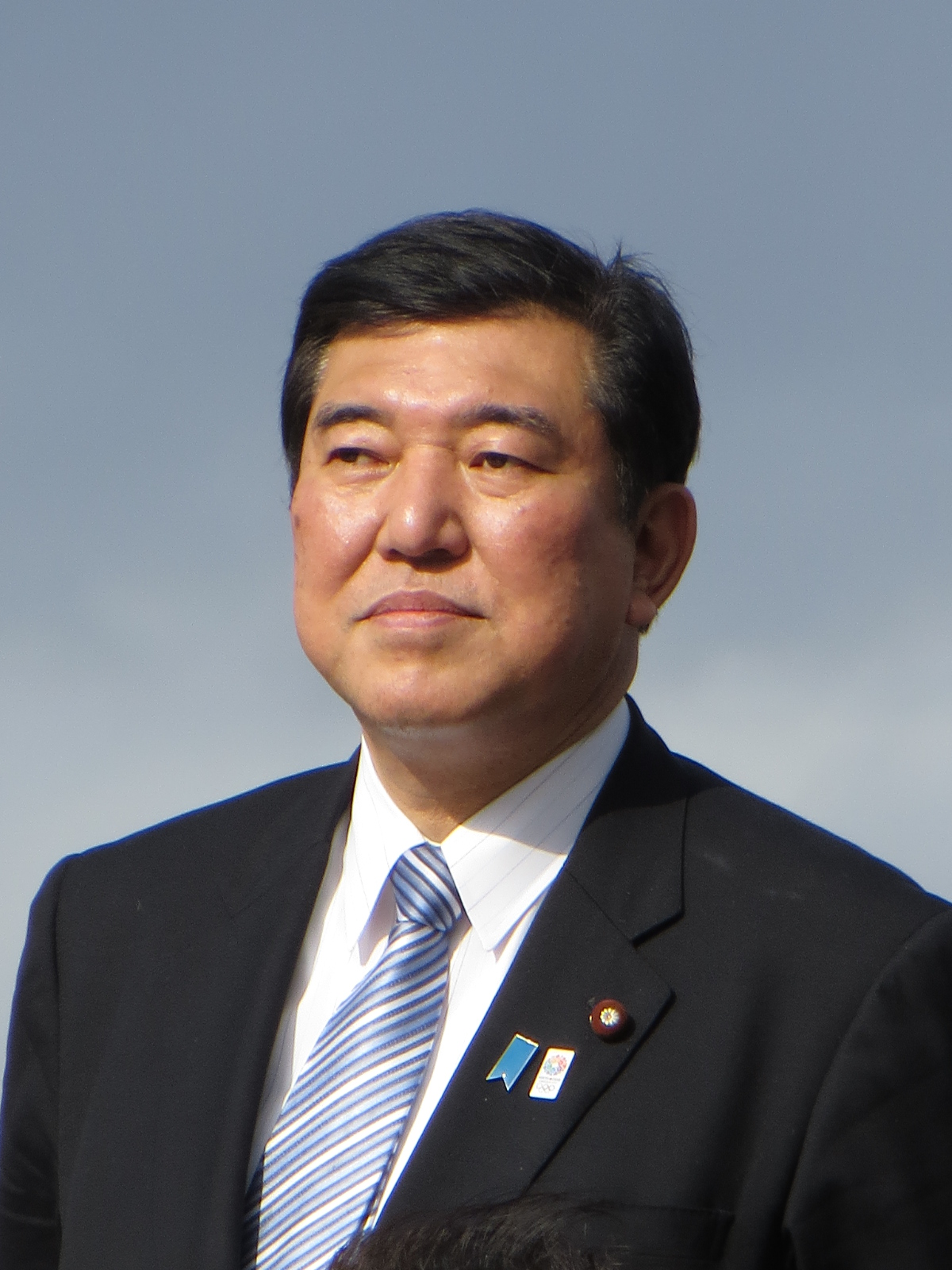
2013年、宝塚市にて

自由民主党総裁に選出された安倍の下で、無派閥ながら自由民主党幹事長に起用された。2012年の第46回衆議院議員総選挙、2013年の第23回参議院議員通常選挙の陣頭指揮を執った。2014年には自民党総裁選で300票で固定されていたそれまでの党員票を国会議員票と同数になるよう改正した。

### 第2次安倍政権以降

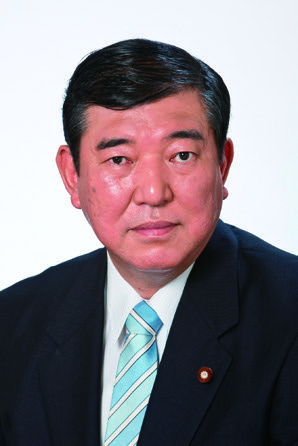
2014年撮影

2014年9月3日の第2次安倍改造内閣発足に先立ち、安倍は石破に対し、新設する安全保障法制担当大臣への就任を打診していたが、石破は8月25日にラジオ番組に出演し、安保法制担当相への就任を辞退する意向を明言し、内閣改造後も引き続き幹事長職に留まりたい意向を表明した。しかし、日刊スポーツによると、「幹事長が公の場で人事の希望を言うなど前代未聞」等、石破に対する批判が高まり、自民党参議院幹事長の脇雅史は「個人の見識があるのは当然だが、内閣、組織の意向に従うのが常識だ」と苦言を呈した。安倍はさらに、挙党体制の確立のため石破に安全保障法制担当相以外での入閣を打診し、8月29日に正式に会談した際、石破もこれを受け入れた。9月3日に発足した第2次安倍改造内閣では、内閣府特命担当大臣（国家戦略特別区域）及び「元気で豊かな地方の創生のための施策を総合的に推進するため企画立案及び行政各部の所管する事務の調整」を担当する国務大臣（地方創生担当大臣）に任命された。
同年9月30日、党内の無派閥の議員を中心に構成される、無派閥連絡会に入会、その2日後に顧問に就任した。同会は2012年の総裁選で石破を支持した議員が中心メンバーであるため、一部のマスメディアや自民党議員から、「事実上の石破派」と結成当初から目されていたが、石破本人は無派閥の議員の共助が同会の趣旨と述べ、これを否定した。
同年12月24日に発足した第3次安倍内閣では、地方創生担当大臣兼内閣府特命担当大臣（国家戦略特別区域）に再任。
2015年9月8日の自民党総裁選には立候補せず、安倍の無投票再選となった。石破は後に、「閣僚か党役員として仕えているときは総裁選に出ないのが私の信条」、「安倍政権の支持率が比較的高い中で出馬することに意味があるのか」と語っている。翌日の9日に、自身の派閥を結成する意向を表明。同月28日に「水月会」の名称で石破派が発足し、石破を含め20名が参加した。石破は派閥発足時の会見で、自身が大臣を務める安倍内閣を支えると同時に、安倍の任期2期6年（ただし、2017年に総裁再選規定が改正され、最長3期9年となる）の折り返しの段階から時間をかけて、政策体型・政権構想を練り上げたいとの意向を示し、「私のようなものでも、仮に政権を担うのが望ましいということであれば、それを目指したい」と述べた。
同年10月7日に行われた第1次内閣改造において、内閣府特命担当大臣（地方創生）兼まち・ひと・しごと創生担当大臣に留任。
2016年8月3日の第2次内閣改造に当たっては、安倍から農水相に転じて引き続き閣内に残留するよう打診があったが固辞して退任。石破は後のインタビューで、「いつまでも続く政権はない。次は誰かがやらないといけない。安倍首相を支えるのも、次に備えるのも、自民党が果たすべき責任。」と退任について語っている。
閣僚退任後は、衆院中国ブロック代表として党総務を務めていたが、政権に批判的な言動をとる石破に不満を抱えていた前総務会長の細田博之（島根1区選出）の反対にあい、8月29日に退いた。石破の後任には、同じ石破派の赤澤亮正（鳥取2区選出）が就く。
2018年8月10日、9月に行われる自民党総裁選挙への出馬を表明。3選を目指した安倍と一騎討ちとなり、地方票では健闘したものの及ばず敗れた。
2020年9月1日には、安倍の病気による任期途中の辞任に伴う自民党総裁選挙の出馬を正式に表明した。菅義偉、岸田文雄に次ぐ最下位で敗れた。10月22日、総裁選敗北の責任を取り水月会の会長を辞任した。
菅の任期満了に伴う2021年自由民主党総裁選挙では当初菅の再選を支持していたが、菅が不出馬を表明した事で自身の出馬に意欲を示し、白紙としていた。しかし党内での支持拡大を見込めず、足元の石破派でも賛否が割れたことで同年9月15日、派の臨時総会で立候補しない考えを正式に表明した。また、既に立候補を表明していた河野太郎を支援することを明らかにした。総裁選中小泉進次郎とも連携し、三人の頭文字をとって「小石河（こいしかわ）」という造語ができて話題になった。
2021年10月31日、第49回衆議院議員総選挙で12選。この選挙における立候補者の中で、全国最多の得票率（84.07%）を獲得。これは前回の自身の得票率83.63%を上回るものである。

### 自由民主党総裁・内閣総理大臣

#### 第1次石破内閣
岸田文雄の総裁任期満了およびその不出馬に伴う自由民主党総裁選挙に2024年8月24日、地元の八頭町で出馬することを表明。同年9月27日に行われた投開票では、1回目の投票において通算154票を獲得して2位となった。過半数を得た候補が無かったことにより高市早苗との決選投票となり、決選投票では215票を獲得して高市を破り、5度目の挑戦にして、悲願であった第28代自由民主党総裁に選出された。一度自由民主党を離党した後に復党し、自民党総裁に就任したのは河野洋平以来となる。

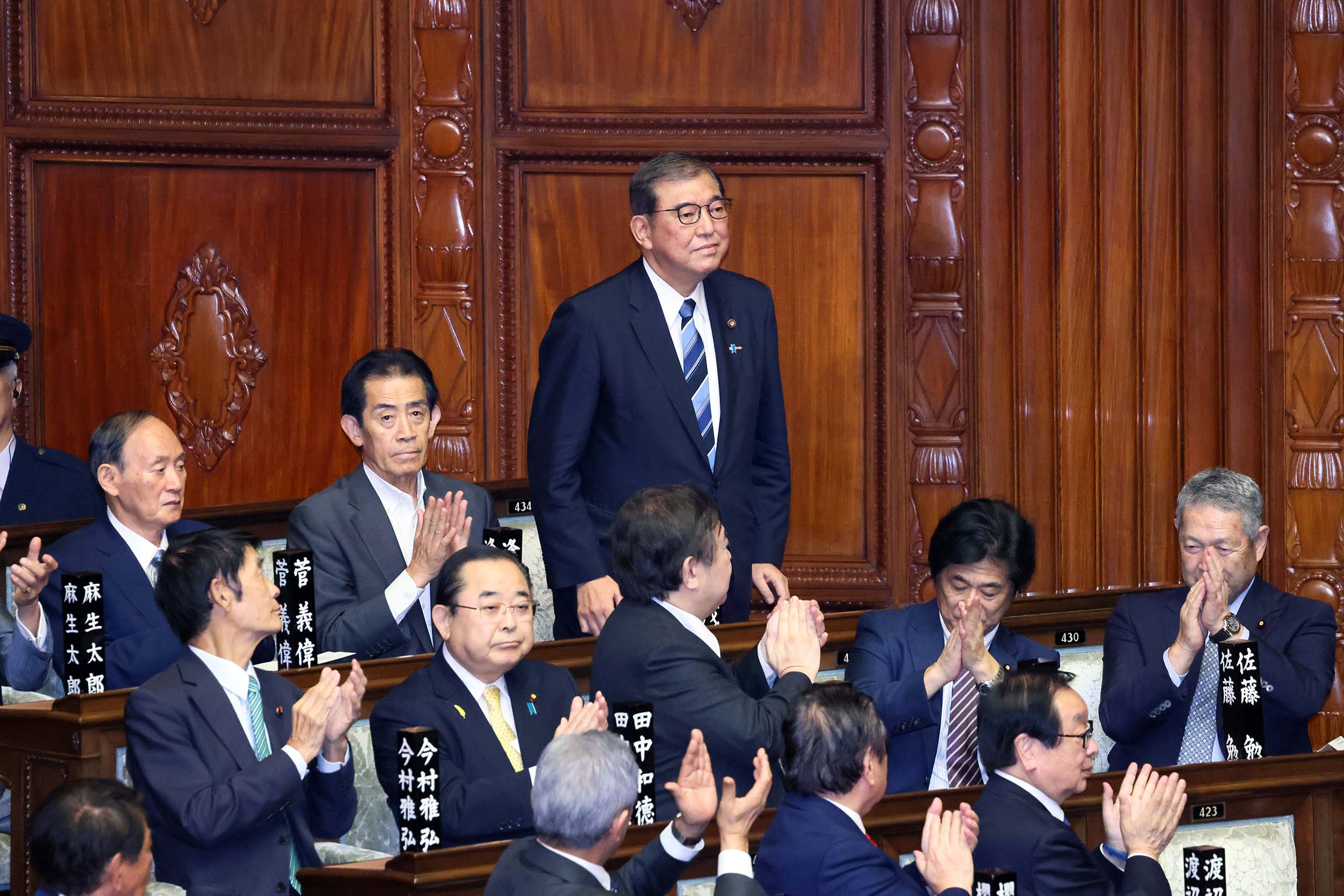
衆議院本会議で内閣総理大臣に首班指名（2024年10月1日）

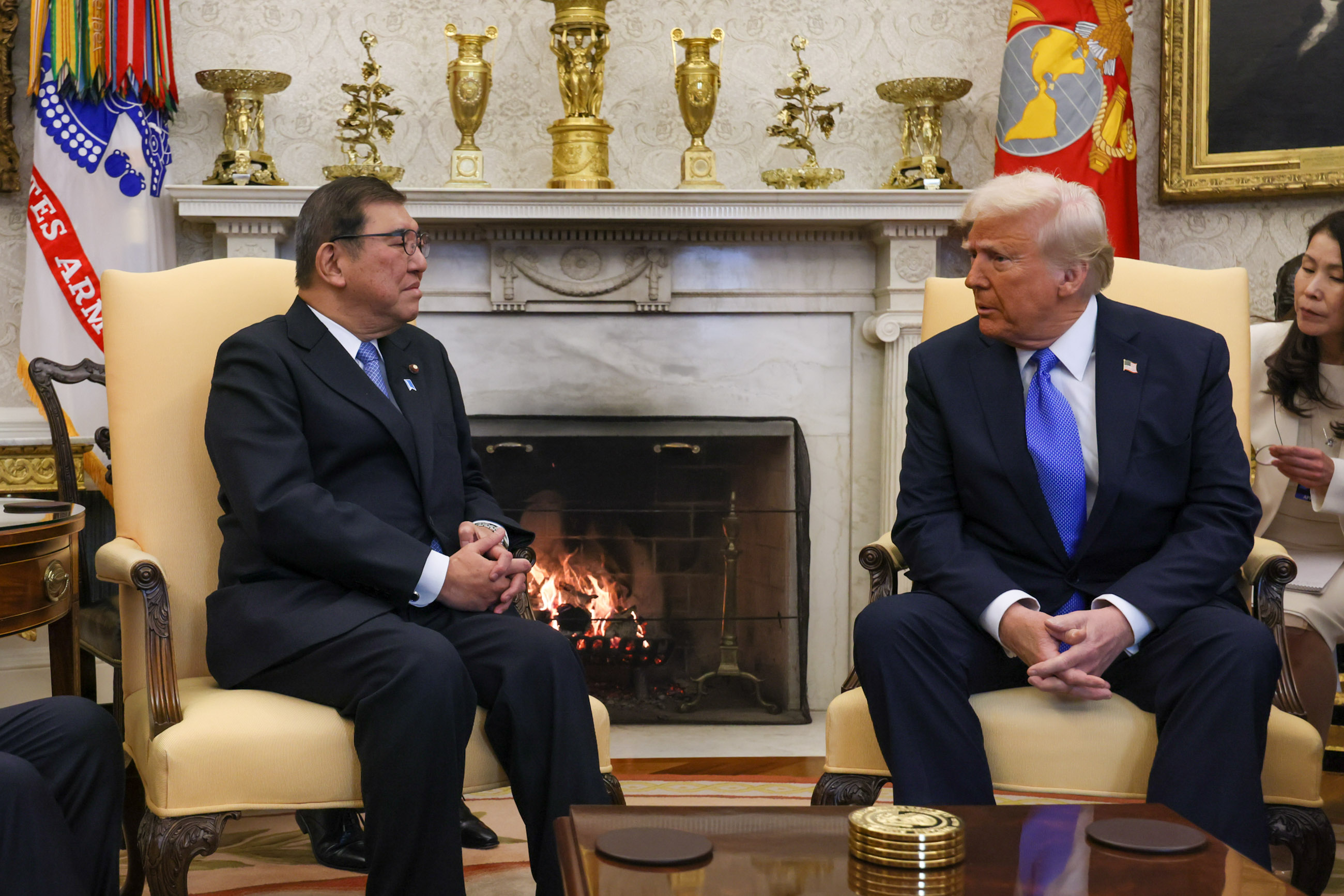
ホワイトハウスで米国大統領のドナルド・トランプと会談（2025年2月7日）

10月1日、国会の衆議院および参議院の本会議で行われた内閣総理大臣指名選挙で首班指名を受けた。その後、同日午後6時頃に行われた任命式を経て第102代内閣総理大臣に就任した。引き続き各国務大臣の認証式が行われ、第1次石破内閣が発足した。
初の鳥取県出身の総理大臣。これにより、中国地方では全ての県で総理大臣を輩出したことになった。昭和30年代生まれの総理大臣は野田佳彦、岸田文雄に続き3人目である。
10月9日、午前の臨時閣議にて衆議院解散を閣議決定し、午後に衆議院を解散した。合わせて解散前には就任後初となる党首討論を行った。総理就任から衆院解散までの期間は8日であり、戦後最短となった。
10月27日、第50回衆議院議員総選挙で13選。同選挙では自民党の獲得議席は191議席で、選挙前の247議席から50議席以上減らした。公明党と合わせても215議席で、石破が目標としていた自公での過半数（233議席）を下回り、与党過半数割れとなった。一方、石破は職責を全うすると続投の意向を示した。

#### 第2次石破内閣
11月11日、国会の衆議院および参議院の本会議で行われた内閣総理大臣指名選挙で首班指名を受けた。衆議院では過半数を獲得した候補がいなかったため、立憲民主党の野田佳彦との決選投票となった。その後行われた任命式を経て第103代内閣総理大臣に就任した。引き続き各国務大臣の認証式が行われ、第2次石破内閣が発足した。
2025年6月、参院選の前哨戦として臨んだ東京都議会議員選挙で、過去最低議席（18議席）という形で大敗した。
同年7月20日、第27回参議院議員通常選挙で敗れ、衆参両院で過半数割れとなるも、国政に停滞を招かないことが大切だとして続投を表明した。続投理由には、第2次トランプ政権との関税交渉や物価高、厳しい安全保障環境などに加えて、「明日起こるかもしれない首都直下型地震、あるいは南海トラフ」への備えをも挙げた。

## 政策・主張
外交・安全保障
安全保障の政策通として扱われることが多いが、軍事マニアの域を出ないと評されることもしばしばある。
- アジア版NATOの創設を提唱している[90]。
- アメリカに自衛隊基地を造ることは極めて有効だと主張している[91]。
- 核共有について「非核三原則に触れるものではない」として議論に前向きな姿勢を示した[92]。
- アメリカ製の大型輸送機「C-17」導入を主張している。なお、日本国内では使用できる基地・滑走路が限られるなど、国情に合わないとされるため、「本気で求める認識にある人はまずいないと思う」と自らが任命した中谷元防衛相に一蹴されている[93]。
- 2010年、自身のオフィシャルブログで、以前のドイツ訪問時にドイツの与野党国会議員から軍隊と市民社会の関係について説明を受けた経験に言及しつつも、『現在の日本において徴兵制をとるべきではない』との立場を明確にしている[94][95]。日本での徴兵制の導入については、2002年の憲法審査会で委員として、徴兵制は日本国憲法第18条でいう「意に反した奴隷的な苦役[注釈 8]」ではなく、違憲という議論には賛同しかねるという見解を示している[96]一方で、2015年の国務大臣としての国会答弁では、憲法13条の「幸福追求権」や、第18条の「意に反する苦役」の趣旨からみて違憲であるという政府見解を支持するという見解を示している[97]。
- 自衛隊を機動的に動かせるような法改正を繰り返し主張しており、特に北朝鮮有事の際の邦人救出の必要性を強調している。2008年の自民党総裁選挙に立候補した際は「動乱が起き、北朝鮮の（日本）国民が逃げなきゃいけない時でも自衛隊は（国内法の制約で）助けに行けない。そんな国でいいのか」と述べた[98]。2013年1月27日には、同月に発生したアルジェリア人質事件を受けて、「日本人の生命、財産を守るのは国家の当然の責務。必要最小限の武器使用は（憲法が禁じる）武力行使ではない」と述べ、在外日本人を緊急時に自衛隊が救出するために武器使用基準を緩和すべきと主張した[99]。
- 2010年5月23日、テレビ番組で「将来的に日本のような島国に、海兵隊が無いのはおかしなことだと思っている」と述べ、日本も海兵隊を持つべきだと主張した。また、日本が海兵隊を持った場合、日本の海兵隊がアメリカ海兵隊と共同で活動する可能性にも言及した[100]。なお、この石破の「日本版海兵隊」という構想は、後に水陸機動団として具現化されることとなった。

- 2015年11月に発生したパリ同時多発テロ事件を受けて、共謀罪を含む日本国内のテロ対策に向けた法整備に関して「不十分なままだと日本がテロ活動の抜け道、抜け穴になりかねない」と指摘[101]。また、国際組織犯罪防止条約を日本が批准していないことについて「批准していないのは北朝鮮とイラク、あと何カ国だけだ。日本さえ良ければいいということにはならない」と述べ、共謀罪の創設と条約の早期批准を必要とする考えを示した[101]。
- 2016年6月19日STVラジオの対談番組「中村美彦日曜コラム」の中で「北朝鮮はやがて崩壊すると30年前も言われていたし20年前も10年前も言われていた。でも崩壊しない。わたしは北朝鮮はたぶん崩壊しないと思っている。なぜなら、なぜソ連は崩壊しルーマニアは崩壊しイラクは崩壊したか、そのことをすべて学んで北朝鮮という国家は運営されているからだ」との認識を示した[102]。
- 映画『シン・ゴジラ』でゴジラに対し、「自衛権」の行使にあたる防衛出動が自衛隊に下令されたことについて、ゴジラは「国または国に準ずる組織」ではなく、害獣駆除として災害派遣が法的に妥当とし、国または国に準ずる組織から自国の独立を守ることが目的である自衛権の行使「武力の行使」と、害獣駆除のような場合の、国民の生命と財産、公の秩序を守ることが目的の警察権の行使「武器の使用」は、内容自体が同じ自衛隊の行為であっても明確に異なると述べている[103]。また、それに関連して現実世界での脅威である、北朝鮮のミサイル発射や、他国等による領海侵犯などを例にあげ、現在の法制では、例えば外国勢力による領海侵犯に対しては、まずは海上保安庁や警察が対応し、対応が困難な場合には自衛隊が「警察権」の行使として対応するが、国際的な常識では「自衛権」で対応するのが妥当であり、今のままの法制で十分な抑止力が働くのか疑問を呈している。さらに、国会で安保法制などの議論においても、自衛権と警察権の違いといったような、防衛法の基本が理解されないまま議論が重ねられていることに危機感を感じると述べ、中には議論をすること自体を批判する雰囲気もあるが、「現行法で対応が困難な場合には超法規で対応」のほうが、よっぽど問題であると述べている[104][105][106]。その他、映画の中で多摩川の河川敷に最新鋭の戦車が勢ぞろいしているシーンに対して、本州にはあれほどの数は配備されておらず、実際には北海道にあり、現実的には首都中枢に駆けつけるのには時間がかかるので、戦車より火力などは劣るが、機動性は優れている装輪装甲車の導入を大臣時代に推進したエピソードなどを語っている[107]。
- 2019年11月には、憲法9条について、戦力の不保持を定めた9条2項を削除し、軍隊の保持を定めるべきだ、と改めて主張し、「（軍隊に）最高の名誉と規律を与え、文民統制を徹底すべきだ」とした[108]。
- 2022年7月28日、中華民国を訪問中の石破茂元防衛相ら日本の超党派国会議員団は、蔡英文総統と会談した。石破は、対中抑止力のためには有事における法律や部隊の運用について、双方が共通認識を持つべきであると述べた[109]。

農政
- 初入閣は防衛庁長官であり、防衛庁長官・防衛大臣を通算で約3年務め、政調会長就任後も予算委員会では主に外交・安全保障を中心に質疑を行っていたため外交・安全保障への関心ばかりが注目されがちであるが、元々は農水族であり、農水政務次官を2度、農林水産大臣を一度務めた。自身の農政への取り組みについて、「農家から防衛しか知らないと思っていたと言われた、農林水産問題を語ってもメディアが報じてくれない」と述べている[110]。

経済
- 経済成長よりも財政再建を重視する財政再建論者と見られている[111]。経済学者の田中秀臣は、石破は財務省の消費増税路線やその背景にある財政再建主義に親和的であると評している[112]。2017年11月の講演では、「税収以上のお金を使うと、借金が増えて次の世代は大変になる」と発言し、安倍晋三首相の経済財政運営に疑問を呈した[113][114][115]。
- 財政健全化を憲法に明記することを提案している[116]。
- 消費税の10%への引き上げに賛成しており[117]、2016年8月に自身の政権構想について問われた際は「消費税率を10％に上げる日は早ければ早いほどいい」と発言している[118]。だが2020年時点で、これ以降10年間の10%以上の引き上げについては否定的である[119]。
- 投資家のピーター・タスカは、「（石破は）経済問題では官僚の言いなりにならないとは信じがたく、（アベノミクスにとって代わる）イシバノミクスは決して生まれない」と述べている[120]。
- 環太平洋戦略的経済連携協定（TPP）交渉について「参加しない選択はあり得ない」と述べ、交渉参加に賛成する考えを示しており[121][122]、自身のブログにおいて「総選挙において『わが党が政権を担当すればTPP交渉からは直ちに離脱する』とでも公約するつもりなのか。そこまでの覚悟があるのならそれはそれで構いませんが、私はそのような公約をすることには反対です」と表明している[123]。一方で「国益を損ねて、重要産業を壊滅させてまで（TPP交渉を）まとめる必要性はない」と述べ、「安易な妥協はすべきでない」という見解を表明した[124]。

歴史認識
- 太平洋戦争（大東亜戦争）について、「政府の総力戦研究所が日米戦争のシミュレーションで日本必敗の結論を出して、政府中枢にも報告しているのに、勝てないとわかっている戦争を始め、何百万という国民を死に追いやった責任は厳しく問われるべき」、「昭和天皇の質問にも正確に回答せず、国民に真実も知らせず、国を敗北に導いた行為がなぜ「死ねば皆英霊」として不問に付されるのか理解できない」と述べ、当時の日本の指導者たちを批判している[125]。あわせて、東京裁判に対しては、「平和に対する罪」などが事後法である問題等を踏まえた上で、それでも裁判自体を受け入れたからこそ今日の日本があるとの見解を示し[126]、さらに、東京裁判を受け入れることと、戦前の日本は全て間違いと断罪するのは決して同義ではない。逆に、東京裁判が法的に無効とする立場の人たちからは、戦前の日本にまったく誤りがなかったのかという議論が見受けられないと述べ、「すべてが間違ってる、あるいは正しい」といったような極論の、自虐史観と一部の保守派の史観の両方を批判している[127]。

南京大虐殺とも呼ばれる、南京事件について、「少なくとも捕虜の処理の仕方を間違えたことは事実であり、軍紀・軍律は乱れていた。民間人の犠牲についても客観的に検証する必要がある」との見解であるが、「大虐殺」があったとは発言していないし、従軍慰安婦問題でも、「狭義の強制性（軍や官憲による強制連行）があった」などとは一度も発言していないと述べている。
総理をはじめ政治家の靖国参拝や、「東京裁判は誤りで無効」「大虐殺はなかった」「狭義の強制性はなかった」といった行為や歴史認識に対して、政治家がそのような行為や発言をすることが果たして日本の国益となるのかと、現に外交上問題となった例を挙げて疑問を呈し、日本に真の共感を持つ国を増やして国益を守るのが政治家の務めと述べ、加えて、靖国参拝については、戦死者との約束の一つは天皇が靖国に親拝することであり、政治家が参拝することが事の本質ではないとし、後者の歴史認識については法律家や歴史家が主張すべきことであって、政治家の役割はそうしたことができるような環境を整えることだと主張している。実際に石破は、2002年の防衛庁長官で初入閣以降は靖国神社に参拝していない。地元の護国神社には毎年8月15日に参拝している。また、靖国神社からの「A級戦犯の分祀」を主張している。
- 田母神俊雄航空幕僚長（当時）の論文問題に関して、「現職の自衛官が自らの思想信条で政治をただそうというのは、憲法の精神に反している」と指摘。自身のブログでも、かつての部下である田母神を批判した[134]。
- 2013年5月、高市早苗・自由民主党政調会長が「村山談話に違和感を覚える」と発言した際に「誤解を招く発言は厳に慎んでもらいたい」と苦言を呈した[135]。

皇室
- 2009年12月の天皇特例会見問題では、石破が委員長を務める「天皇陛下の政治利用検証緊急特命委員会」は民主党政権の対応を「陛下の政治利用にあたる」と指摘[136]。石破は民主党政権の対応を「かなり異例[137]」「大事じゃない国はルール通りだが、大事な国はひっくり返して会見するのは政治判断だ。そういうことをしていいのか[138]」「（ルールが）時の政府の意向で左右されることであってはいけない[139]」と民主党政権を重ねて批判した。
- 2010年2月25日、鳩山由紀夫内閣が天皇の公的行為に関してまとめた統一見解[140] に関し、官房長官の平野博文（当時）が記者会見で「本来、憲法で言っている概念からいくと、天皇は国政に関する権能を有しないので、政治利用が存在することはあり得ない」と述べ、天皇の政治利用はそもそも存在しないとしたことに対し、石破は「ルールはいらないというなら、憲法の趣旨や陛下の立場を無視した考えられない見解だ」と述べた[141][出典無効]。
- 2016年8月8日の明仁天皇の、象徴としての務めについての発言[142] を受けて、天皇の譲位を認めるべきとした上で、皇室のあり方について以下の考えを示している[143]。
  - 象徴天皇として即位した明仁上皇が築いてきた、国民統合の象徴としての天皇の責務は、天皇が代わっても不変であるべきと考え、天皇の明確な意思表明、皇室会議の議決、国会の全会一致による議決などの厳格な要件のもとに、1代限りの特措法ではなく、恒久的な皇室典範の改正が妥当である。なお、天皇の意思表明について「高齢」のみを理由とすることは、「高齢」の基準が曖昧なので、他の重大な理由で表明する余地も認めるべき[144]。
  - 日本国憲法第2条では、皇位継承については皇室典範に定めるとしており、皇室典範の改正をせず譲位を可能とすることは憲法違反の恐れがある。また、特措法のような皇室典範改正以外の手段で譲位を認めると、かえって政治的な意図で翻弄される可能性を大きくしてしまう[144]。
  - 日本国憲法第1条の、「国民の総意」を体現するためには、全国会議員の出席のもと、全会一致が望ましい[144]。
  - 摂政の設置について、皇室典範第一六条では、「天皇が成年に達しない」、「精神若しくは身体の重患又は重大な事故がある」場合に限り、摂政を置くと定めているが、加齢による体力低下で責務を果たすことが困難な場合については想定していない。また、形式的な国事行為は摂政でも行うことができるが、地方訪問、被災地の見舞い、外国訪問など、象徴としての天皇の公的行為は、摂政が代行できず、天皇の権威を損なうことになるので、この論は採りえない[145]。
  - 将来的に皇族は悠仁親王ただ一人になってしまう可能性は否定できず、男系男子のみで皇位を継承し続けることは不可能に近い。皇室の安定的な継続を考える上で、このことに対しての議論を避ける訳にはいかない。旧宮家の復活案もあるが、一般国民として長く人生を送ってきた人物を皇位継承者とすることの妥当性には疑問なしとしない。皇室が途絶えることは、日本の国体そのものの滅失を意味するものであり、男系男子の皇位継承を基本としつつ、女系天皇の可能性も敢えて追求するべき[146]。
- 2024年5月に皇位継承問題に関する与野党協議が始まってからは、安定的な皇位継承のあり方について、「男系の女性天皇、女系の男性天皇の可能性を全部排除して議論するのはどうなのか」と言及し、悠仁親王までの皇位継承の流れは「絶対に動かしてはいけない」と強調した上で、不測の事態に備えて考えるのが政治家の責任だとの認識を示した[147]。また、女系天皇については「完全に排除して議論すべきではないと言っているだけだ。容認するとは言っていない」と発言した[148]。
- 2024年9月の自由民主党総裁選挙においては、皇位継承問題について、「男系男子の伝統は大切にしないといけない」と発言[149]。男系継承の伝統尊重は「当たり前」とした上で、「同時にいかにして国民統合の象徴であり、日本国の象徴である天皇制を守っていくかを常に考えておかねばならない」と述べた[150]。

外国人参政権
- 2010年の自由民主党大会で、永住外国人への地方選挙権付与について、「憲法上の議論が多く残り、国民的議論も成熟していない。私どもは拙速な法案成立に断固反対する」と述べ、党として法案に反対する考えを表明、また「（憲法上の）住民とは日本国民をさすと考えており、私どもは多くの疑義があると考えている。国の形そのものにかかわる問題だ」[151]、「この問題は国の形そのものにかかわるものだ。憲法のあり方からしても、拙速な法案成立には断固反対していく[152][出典無効]」と述べた。

同性婚・同性パートナーシップ制度導入
- 2020年9月の自民党総裁選の際、共同通信が総裁選立候補者3名に同性婚や同性パートナーシップ制度の導入に関し書面で回答を求めたところ、石破は「活力ある社会を創るためには、広く多様性を認め合うことが必要」と制度の導入に前向きな姿勢を示した[153]。

選択的夫婦別姓法案関連
- 2010年3月3日の記者会見で、民主党が目指す選択的夫婦別姓の導入を含む民法改正案について「これを待ち望む人々のニーズに応えながら、法案には反対だという姿勢を示したい」と述べ、自民党内の選択的夫婦別姓に賛同する動きについて「党内には（民主党が推進する選択的夫婦別姓の）問題点が理解されず、『まあ、いいじゃないか』という風潮があるのも事実だ」と述べていたが[154]、2018年10月22日に選択的夫婦別姓訴訟の弁護団と会談を行い、改めて選択的夫婦別姓の導入に賛成の意思を表明した[155]。

人権侵害救済機関
- 2011年3月3日、部落解放同盟の全国大会に来賓で出席した際、石破は部落解放同盟が求める人権救済機関創設のための法整備に意欲を示し、「法律を制定することに与党も野党もない」と述べた。一方、2012年自由民主党総裁選挙に際しては、民主党政権が法案提出を準備していた人権侵害救済法案には反対する意向を表明しながら、何らかの人権保護措置の必要性を主張した[156]。

子ども手当
- 民主党の政策である子ども手当について、子どもを母国に残した在日外国人も対象になっていることに触れ「（在日外国人であるが）子どもさんは国外にいる。そして、子どもさんは日本国籍を有していない。どう考えても、こういう方々に対して、日本国民の税金を使って支給すべきではない」と述べている[157]。

移民政策
- 加速度的に移民の受け入れを進めるべきと主張している。その上で、日本人が嫌がるような仕事を外国人にさせるというような考えを持つべきではないし、日本人と同じ仕事ならば賃金も一緒でなければならないと述べ、加えて、医療や年金などの社会保障の考慮や、言語や習慣などにお互いが違和感を持つようなことがないような施策が必要との考えを示した[158][159]。

防災
- 2016年に発生した熊本地震や鳥取県中部地震などを踏まえ、「日本全体のあらゆる防災体制を一元的に管理する組織が必要だ」として、災害対応を専門に行う『防災省』の設置を検討するよう主張している。また、自身が率いる石破派の会合で、旧国土庁防災局が省庁再編により内閣府の一部になったことや、河野太郎防災担当相（当時）が国家公安委員長や消費者担当相の兼務で負担が大きいと指摘し、そのうえで、「防災省のようなものをつくり、専任の大臣をおいてはどうか。危機管理は最悪の事態を想定し、どんな法律を用意し、組織を動かし、情報発信していくかシミュレーションするのが常識だ」とも述べている[160][161][162]。

獣医学部新設
- 2017年6月26日、政府の国家戦略特区制度を活用した獣医学部新設計画を巡り、安倍晋三首相が「全国展開を目指したい」と表明したことに対し、「（家畜を診る）産業用獣医師などの処遇を改善する方が、公費の使い道としてはいいのではないか」と共同通信の取材に答えた[163]。
- また、福井市で講演した際には、「これまで獣医学部をつくってこなかったのは、税金のむだづかいを無くし、需要と供給のバランスを取るためだ。安倍内閣で閣議決定した、新設のための4つの条件を満たしていなければ、どんな人であっても認めてはいけない」と指摘した[164]。

受動喫煙
- 受動喫煙防止を目的に飲食店などの建物内を原則禁煙とする改正健康増進法について反対しており、2017年1月12日に日本フードサービス協会など5団体が出席して行われた受動喫煙防止強化に対する緊急集会において、「一律に禁煙というのはあまりにも乱暴な考え方」と持論を展開し、「個人の価値観や楽しみをまで否定する社会がいいとは思わない」と述べている[165][166]。

国葬
- 自身のブログにおいて安倍晋三の国葬については「決まった以上、粛々と行うべきだ」と述べた上で、国葬にする基準を条文化するのは不可能だろうが、議会制民主主義の下で国会が関与する仕組み作りが必要であり、今後に向けて議論を進めるべきであるという考えを示した[167]。

## 発言
「勇気と真心をもって真実を語る」
「勇気と真心をもって真実を語る」、「政策には大衆受けしないものもあるが、これを言えば選挙に不利だから言わないでおこうなどとはしてはいけない」といった趣旨の発言をしばしばするが、これらの発言は石破が議員になる前に聞いた、渡辺美智雄の講演から影響を受けたもので、石破は渡辺の言葉について、「政治・政治家の目的は次の時代を考えることであって、選挙に当選することや支持率を上げることは手段にすぎない。だが、選挙に落ちては次の時代を考えることはできない。だからこそ、大衆受けの悪い真実を語っても落選することのない、自身の真意が伝わるような日常活動が必要」、「『どうせ難しいことは国民はわからない』、『これを言ったら選挙に落ちる』といって、聞こえの良いことばかり言う政治家がいるとすれば、それは内心、国民を軽蔑して信用していないのではないか。国民を信じない政治家が、国民から信用される道理はない」と述べている。
「自衛隊は『自閉隊』」
防衛庁長官在任中の2004年3月16日に、自衛隊についての発言で「今まで半分やゆ的に自閉隊と言われていたところがある。自閉症の子供の自閉と書いて自閉隊だ」と述べた。石破は、発言について「世間でそのように自衛隊を非難する人がいると言っただけ。自衛隊が内にこもっては駄目だという意図だ」と説明した が、自閉症に対する認識不足であるとの批判を浴び、3月19日に発言を陳謝した。
「鳥取・島根は日本のチベット」（他党議員の発言）
民主党選挙対策委員長（当時）の石井一の「鳥取・島根は日本のチベット」という発言に対し「日本海側の人間はかつて裏日本と言われ悔しい思いをしてきた訳で、地域の人を見下す対応をする人が選挙を仕切っているのが民主党のやり方だ」と批判した。
「自衛隊は暴力装置」（他党議員の発言）
2010年11月18日の参議院予算委員会において、仙谷由人内閣官房長官が「暴力装置でもある自衛隊」と述べたことから審議が紛糾して発言の撤回・謝罪に追い込まれた件に関連し、2009年3月30日、現職の農林水産大臣であった石破も民間のシンポジウムにて「国家の定義というのは、警察と軍隊という暴力装置を合法的に所有するというのが国家の1つの定義」と述べていたことが指摘された。この点について石破は、2010年11月19日に自身のブログにて、北朝鮮がなぜあのようなテロ行為を引き起こすのかを説明する上で、政治学上の定義を引用したに過ぎず、自衛隊を名指ししたものではないと釈明した。ただし石破は、清谷信一との共著である『軍事を知らずして平和を語るな』（2006年）にて、暴力装置に自衛隊も含まれるとの旨を以下のように明確に述べたことがある。なお、「暴力装置」は社会学者のマックス・ヴェーバーの著書で見られる表現で、「暴力」は軍隊や警察の実行力を、「装置」はそうした組織を指す言葉である。
「絶叫戦術はテロ行為」
2013年11月29日、自身のブログにおいて、特定秘密保護法案への反対を訴える国会議事堂周辺のデモについて、「今も議員会館の外では『特定機密保護法絶対阻止!』を叫ぶ大音量が鳴り響いています。いかなる勢力なのか知る由もありませんが、左右どのような主張であっても、ただひたすら己の主張を絶叫し、多くの人々の静穏を妨げるような行為は決して世論の共感を呼ぶことはないでしょう」「主義主張を実現したければ、民主主義に従って理解者を一人でも増やし、支持の輪を広げるべきなのであって、単なる絶叫戦術はテロ行為とその本質において余り変わらないように思われます」との見解を表明した。これに対し、石破の見解を批判する声が上がり、12月2日のブログのエントリで「整然と行われるデモや集会は、いかなる主張であっても民主主義にとって望ましいものです」「一方で、一般の人々に畏怖の念を与え、市民の平穏を妨げるような大音量で自己の主張を述べるような手法は、本来あるべき民主主義とは相容れないものであるように思います」とした上で、「『一般市民に畏怖の念を与えるような手法』に民主主義とは相容れないテロとの共通性を感じて、『テロと本質的に変わらない』と記しましたが、この部分を撤回し、『本来あるべき民主主義の手法とは異なるように思います』と改めます」とした。そして「自民党の責任者として、行き届かなかった点がありましたことをお詫び申し上げます」 と釈明した。同日、菅義偉官房長官が「誤解を招かないように一部を撤回するなど、真意をきちんと説明した」、同法案を担当する森まさこ少子化対策担当相も「市民のデモ活動はテロに該当しない」と述べた。一方、野党各党は「言語道断の暴言」と抗議し、『東京新聞』は社説で「デモ活動がテロ行為であろうはずがない。デモは有権者による意思表示の重要な手段で、憲法も表現の自由を保障する。デモの持つ重みを理解していないのなら、あまりにも鈍感で、政治家失格だ」と批判した。しかし『週刊新潮』など一部の週刊誌では、発言の対象が特定秘密保護法案への反対を訴える市民ではなく、山本太郎による園遊会における手紙手渡し問題を発端とした右翼団体のデモのことではないかと指摘し、このところ国会議事堂周辺で「天誅」を叫ぶデモが続いていることに困惑して書き込んだではないかと、石破の発言を擁護している。
「自民党、感じ悪いよね」
2015年夏頃に文化芸術懇話会において相次いでメディアへの威圧的発言が問題とされた事を受けて、7月1日に自身を支持する議員の会合で、「自民党がガタガタとするのは政策よりも『なんか自民党、感じが悪いよね』と国民の意識がだんだん高まっていったときに危機を迎えるのが私の経験だ」と述べた。
「国民の理解進んだか自信ない」
2015年7月14日、閣議後の記者会見で、「（安全保障関連法案の審議をめぐり）国民の理解が進んでいるかどうかは、報道各社の世論調査の通りで、まだ進んでいるとは言えないと思う。あの数字を見て、『国民の理解が進んできた』と言い切る自信が、私にはあまりない」と述べた。この発言を受けて、民主党の枝野幸男幹事長は記者団に「石破氏は自民党の重鎮の1人。こういう状況での強行採決は広い意味での閣内不一致だ」と批判。「石破氏は（採決を）止めるべきだ」とも語り、15日の採決を容認しない姿勢を強調した。
「それでも納得を得るまで謝罪し続けるしかない」
日韓慰安婦合意（2015年12月28日）から約1年5ヶ月後、文在寅政権発足（2017年5月10日）直後の2017年5月19日に石破は韓国の東亜日報のインタビューに応じた。5月23日の記事によると慰安婦問題に関して「それでも（日本は韓国の）納得を得るまで（慰安婦に）謝罪し続けるしかないだろう」と語った。
「機密以外は全て見てもらうように命を下しました」
2018年8月10日、国会議事堂内で行われた自民党総裁選出馬表明会見で、日中関係について、「いかにして相手を理解するかということであって、安全保障でもそうでした。（防衛庁）長官のときに、人民解放軍の陸海空の青年将校が参りました。私は自衛隊に対し、機密以外は全て見てもらうように命を下しました。それを見た上で、日本が中国を侵略しようとしているか判断してくれと申し上げました。そういうような相互理解、認識の共有、国益を踏まえた上でのそういう信頼関係の構築は、日中間に限らず必要なことだと承知をしております」と語った。
新元号『令和』発表直後、「違和感がある」
2019年4月1日、新元号が『令和』に決定したことに関して「違和感がある。『令』の字の意味について国民が納得してもらえるよう説明する努力をしなければならない」と記者団代表による電話取材で語った。
「日本が戦争責任と向き合わなかったことが問題の根底」
2019年8月23日付のブログで、韓国政府が日韓秘密軍事情報保護協定（GSOMIA）の破棄を決定した事に関して「日韓関係は問題解決の見込みの立たない状態に陥った。わが国が敗戦後、戦争責任と正面から向き合ってこなかったことが多くの問題の根底にあり、さまざまな形で表面化している」と主張した。
（7条解散について）「憲法論から『すべきではない』との立場だ」
2020年7月2日に行われた講演で、憲法第7条に基づく内閣総理大臣の解散権について「憲法論から『すべきではない』との立場だ」と語った。しかし首相に就任した場合、自らの手足を縛ることになりかねず、自民党内からは軽率との冷めた声もあるという。石破をよく知る党ベテランは「自分で自分の手足を縛っている。首相になった後の戦略が全くないのだろう」と語ったと報道された。なお、石破は2003年10月10日と2009年7月21日と2014年11月21日に閣僚として7条解散に同意した過去がある。また、2024年10月に首相に就任した石破は同月中に7条解散を行い、立憲民主党の野田佳彦代表は「おっしゃってきたことと違う」と疑問視した。
「そんなことが説得できないなら、（安倍晋三は）国会議員を辞めるべき」
2020年10月7日、石破は国会内で講演を行い、戦力不保持を定めた憲法9条2項を維持したまま自衛隊を明記する考えを主張した安倍晋三前総理大臣の憲法改正案について「安倍氏の本心ではないと思う。平成24年の党総裁選の時、私と安倍氏の考え方は（2項削除論で）一緒だった」と述べた上で「（2項削除では）国民投票で2分の1はいかないので（安倍氏は）ガラッと変わった。そんなことが説得できないなら国会議員を辞めるべき」と述べた。
「隣国（韓国）と仲良くできない国（日本）が多くの国と仲良くできるとは思わない」
2021年11月25日、石破は韓国ソウルで行われたフォーラムにオンラインで参加し、韓国が「反日」である事に関して「台湾は併合したわけではない。朝鮮は独立国だった。それを併合することはどうだったのか」と語った。また「隣国と仲良くできない国が多くの国と仲良くできるとは思わない。韓国と真の信頼関係を作るために努力しないといけない」とも述べた。
「エリザベス女王の国葬でも議会の議決を取っている」
2022年9月13日、石破は自民党総務会で「エリザベス女王の国葬を見ても、女王様であっても議会の議決をとっている。（国葬は）主権者であり納税者（=国民）の了解が必要だ」と国会の議論を得ず閣議決定で国葬を決定した岸田政権を批判した。しかしこの発言についてNPO法人インファクトがイギリス議会に直接確認したところエリザベス女王の国葬に関し議会の議決がなされた事実はなかった。インファクト側の指摘を受け石破は9月16日、ブログを更新し「国王や女王の国葬に議会の議決は必要がないとのことで、私の事実誤認でした。お詫びして訂正させて頂きます」と発言の誤りを認め陳謝した。
「みんながイエスマンになっちゃったら、それは自由民主党ではない」
安倍晋三元総理の国葬が議論になっている時期に村上誠一郎元行革大臣が、安倍元総理について“国賊”などと発言し、後に山口まで行ってお詫びをするとした件について、TBSテレビのインタビューの中で「そういうけじめをきちんとつけたうえで、やっぱり言うべきことは言う。村上さんみたいな大ベテランが物言わなくなっちゃったら、自民党は危ないですよ」と述べ、自民党が自由闊達な議論が行われる政党であり続けるべきであると主張した。
防衛費2%、「金額ありきの指示だとすれば明らかにおかしい」
2022年12月2日、2027年度の防衛費と関連経費を合わせて国内総生産（GDP）の2%とするよう岸田文雄首相が指示を出した事に関して自身のブログで「金額ありきの指示だとすれば明らかにおかしい」と岸田首相批判を行った。
与党幹部からの相次ぐ減税論に対し、「目の前の人気取り」
2023年10月6日、新たな経済対策を巡り、与党幹部からの相次ぐ減税論に対し、「安易に減税に走ると将来の財政的自由度が失われ、目の前の人気取り政策と言われても仕方ない」と自身のブログに投稿し減税論を批判した。
税収増の国民への還元、「正しいとは思わない」
岸田総理の「税収増を国民に還元する」という発言に対し、2023年10月23日、「基幹3税（所得税・法人税・消費税）が増えたのは成長の果実でも何でもない。物価が上がっただけの話だから、そうするとそれを還元しますと言っても、私は正しいと思いません」と税を国民に還元するという総理の方針を批判した。
（株式売却益などの金融所得への課税強化）「実行したい」
2024年9月2日、BS日テレの『深層NEWS』に出演した際に「首相に就任した際は、株式売却益などの金融所得への課税強化を実行したい」と強調した。この発言を受けて、石破新総裁誕生の瞬間には「石破ショック」と呼ばれる日経225先物取引の2,000円超の大幅な急落が起こった。
キムリアやオプジーボ、「医療財政を圧迫している」
2025年2月21日、高額療養費の利用者負担を引き上げる政府方針について、衆議院予算委員会において「キムリアという薬があって、一回で三千万円ですよね。有名なオプジーボが年間に一千万でございますが、一月で一千万以上の医療費がかかるケースが十年間で七倍になっているということは、これは保険の財政から考えて、何とかしないと制度そのものがもちません」と述べた。生命に直結する薬剤を金食い虫として名指ししたことに対する非難が噴出するも、報道したメディア側を「切り取り」だとして批判した。
日本の財政状況は極めて悪く、「ギリシャよりもよろしくない」
2025年5月19日の参議院予算委員会において、「わが国の財政状況は間違いなく、極めてよろしくない。ギリシャよりもよろしくない」と発言し、国債の信用を毀損しかねないものとして批判された。

## 人物

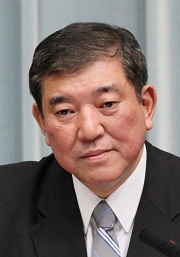
2014年9月、首相官邸で内閣府特命担当大臣就任の会見

自民党の強みについて、「多様な意見により強さを増す――言い換えれば国民の支持を得る――政党だと思っています。ですから、異論に対して「足を引っ張るな」というのは的外れですし、そのような言説はむしろ「ひいきの引き倒し」になり、自民党を強くすることにはつながらないと思います」「イデオロギー政党ではなく実に日本的な存在である点も自民党の魅力の一つです。原理原則に縛られない、良く言えば融通無碍（ゆうずうむげ）な政党です。イデオロギーを至上のものとしている人の目にはともすればいい加減に映るかもしれませんが、この自民党の現実的なところが多くの日本人の感性に合っているのではないか、と私は思っています」との考えを述べている。
政党歴を批判的に見る人に対しては、河野自民党の護憲路線反発による自民党離党から橋本自民党復党までについて、憲法改正・集団的自衛権を主張する政党を渡り歩いただけと述べている。掲げている政策についても、「私自身の主張は初当選の時からさほど変わっていません。憲法改正、集団的自衛権の全面的行使を可能とすること、地方分権を推進すること。そして2世やタレントでなくても国会議員を目指せるような環境を実現すること」と変わっていないと述べている。
先述のように、自民党を一度離党した理由は河野洋平自民党総裁時代に「憲法改正論議を凍結する」としたことが原因である。新生党は当時「集団的自衛権の行使容認」「憲法改正にも積極的」であったために加入した。しかし新生党、新進党時代は党内で権力闘争に明け暮れ、憲法改正や安全保障政策などの論議が党内で行われることはほとんどなかった。新進党は第41回衆議院議員総選挙直前に「集団的自衛権の行使をしない」「消費税をこれ以上上げない」などという政策を打ち出したため、新進党に対して失望して離党。その後自民党に復党した後に「自民党は再び憲法改正を目指す姿勢を明確にしました。そして、その他の政策でももっとも私の主張と合致するのが自民党なのです」と述べ、「青い鳥は（自民党の）外にいるわけではない」として「新党を作れ」や「文句があるのなら自民党を出て行け。足を引っ張るな」等の意見に対しては一度党外に出て失敗した経験があるからこそ「そのような意見に従うことはできない」としている。

### 信仰
- キリスト教徒（プロテスタント）である[214]。
  - しかし、偶像崇拝を拒絶してはおらず、神社参拝もしている。父・二朗は浄土宗西橋寺の信徒で仏教徒だったため、故郷にいる時には父祖の墓参りを欠かさなかったが、母方が曽祖父金森通倫から続くキリスト教徒であったため、教会附属の幼稚園に通い、18歳のときにプロテスタント系では日本最大の組織である日本基督教団に属する鳥取教会で洗礼を受けた。慶應義塾高校在校以後、東京では日本キリスト教会世田谷伝道所（現：世田谷千歳教会）に通い、日曜学校の教師も務めた経験もある[214][215]。石破は「46年間、キリスト教に触れつつ信仰をもちながら生きてきた」と述べている[216]。近年は日本CBMCの招きに応じ、国家朝餐祈祷会（旧：国家晩餐祈祷会）のゲストとして参加している。
  - 2024年12月22日、日本基督教団富士見町教会で行われたクリスマス礼拝に首相就任後初めて参加し、およそ1時間滞在した。同教会の藤盛勇紀牧師は記者団に対し「石破総理大臣は1人の礼拝者としていちばん後ろの方の席で礼拝していた。これまでもクリスマスや復活祭には何度も来られているが、総理大臣だからということではなく、キリスト者として礼拝に来られることはうれしく思っている」とコメントした[217]。

### 趣味・嗜好
- 読書家。2025年8月5日、参議院予算委員会で「書かれた本を一番読んでいるのは私だと思っています」と伊勢崎賢治を称賛した[218]。
- 政界屈指のアイドル通を自認しており、メディアのインタビューなどでも自身のアイドル観や独自のアイドル論を披露することがある[219][220]。
- 高校時代からアイドル歌手グループキャンディーズの大ファンであり、中でもミキ（藤村美樹）がお気に入り[221][222]。2007年11月15日の守屋武昌元防衛事務次官に対する証人喚問において、久間章生、額賀福志郎両名の名前が出た日の夜、キャンディーズの曲を熱唱した、と報じられたこともある[223]。メンバーの一人で解散後女優に転向した田中好子が2011年4月21日に死去した際には「本当の同時代を生きた私たちの青春そのもの。大事な友達を亡くしたような思いだ」とコメントした[224]。

A面は全曲歌えるとコメントし、「ノリがいいのは「春一番」だけど、名曲という意味では「やさしい悪魔」でしょうね。」と語った
なお、キャンディーズが1977年6月に行った「朝霧高原バスツアー」の際に撮影された記念写真において、スー（田中）の隣に若き日の石破が写っている、という話がwebで語られているが、該当の写真に写っている人物は別人である、と石破本人が否定している。
- 漫画やアニメに非常に詳しいことで知られ[227]、『銀河鉄道999』の松本零士とは個人的な親交も持っていた[227]。『宇宙戦艦ヤマト』のファンであり、劇場版である『さらば宇宙戦艦ヤマト 愛の戦士たち』が公開された時は連日映画館に通い詰めた。幼少期は『鉄腕アトム』や『オバケのQ太郎』を欠かさず見ていた[228][229]。茨城県について語った際は『ガールズ&パンツァー』[230]、静岡県については『ラブライブ!サンシャイン!!』にも言及し[231]、「本当に素敵なアニメ」と述べている[232]。
- 「正論」や「諸君!（現在は休刊）」を高校時代から読んでいる[233]。加えて、反対の観点や論理を知らなければ、自身の論理も整ったものにならないという考えに基づいて、防衛庁長官在任中から、「赤旗」や「前衛」も読むようになった。また、両極端の議論に対して、どちらもその世界に夢中になって、相手の主張に聞く耳を持たないのは如何なものかと評している[234]。
- 愛煙家である[235]。2020年には、医者や家族から促され禁煙を試みるも「なかなかやめられない」と述べている[236]。一方で首相就任後の2024年12月16日、参院予算委員会において禁煙論者として知られる松沢成文から禁煙を勧められた際は、「1日数本程度」まで喫煙を減らしていると答弁した[237]。
- 顔が怖いという理由から眼鏡を掛けるようになった。度数が入っていない伊達眼鏡であると自ら明かしている[238]。

軍事愛好家
- 自民党きっての外交・安全保障の論客、政策通というイメージを持たれ、「軍事オタク」や[239]、「防衛オタク」[240]などと呼ばれることもある。
- 軍事オタクにしてミリタリー系プラモデルの愛好家。静岡ホビーショーにおける自衛隊車輌展示も、石破の働きかけにより実現したものである。少年時代は自動車、タクシー、SLが大好きな車マニア、鉄道マニアでもあった。現在でも戦車や戦闘機のプラモデルを集めるのが趣味のようである。防衛庁長官時代、ロシアのセルゲイ・イワノフ国防大臣が訪日した際に大臣を喜ばせるために2日間徹夜して空母アドミラル・クズネツォフの模型を組み上げた（防衛庁長官就任に際し「在任中のプラモデル制作の我慢」を自戒していたが、これを機に自戒を破っている）。石破自身は「子供のころから戦車、戦闘機、軍艦といった、乗り物が好きで、国防や外交について『筋金入りのオタク』という意見や批判はいささか買いかぶりのような気がしてならない」と述べている[241]。
- 軍艦や戦闘機、戦車などのプラモデルを実際に作ることによって、それぞれの兵器の性能や、どういうことができる・できないのかがよくわかると述べている。また、外国の国防担当の大臣と話すときは色々な駆け引きがあるが、兵器はその国の防衛思想そのものであり、兵器を見るとその国が何ができるのかわかるとも述べている[242][243]。
- 議員会館の自身の部屋には軍事関連書籍が並んでおり、ミニ軍事図書館と称されたこともある[244]。
- 元防衛相であり、「シン・ゴジラ」を鑑賞した際は「なぜ防衛出動となったのか理解できない。ゴジラは自衛権発動の三要件を満たさない天変地異的存在であり、法的には害獣駆除として災害派遣すべき（大意）」との感想を述べ、各種マスメディアで話題となった。

鉄道愛好家
- 鉄道ファンでもあり現在でも鳥取・東京間の往復に寝台特急「サンライズ出雲・瀬戸」、特急「スーパーいなば」を利用する姿がたびたび報じられている。なお、「サンライズ出雲」の前身でもあったブルートレイン時代の「出雲」は自身の高校受験での上京から学生時代、国会議員時代を通じて1000回以上利用したことがあるという[245][246]。
- 事務所でマスコミより取材を受ける際、背面の書棚に寝台特急「出雲」のレプリカヘッドマークや「サンライズ出雲・瀬戸」のプラレールが置かれていることが多い。
- ブルートレイン「銀河」の廃止の際、寝台券が入手できず残念がった。2010年3月に寝台特急「北陸」と夜行急行「能登」が廃止された際にもテレビ番組のインタビューに答えている。雑誌『週刊プレイボーイ』（集英社）2009年2月16日号のインタビュー記事では、「寝台車で過ごす時間は側近にも邪魔されず、好きな事をして過ごせるとても楽しい時間だ」と述べている。2013年にあけぼのの廃止およびブルートレインの全面廃止方針が報じられた際には、ブログ上で「暗澹たる気分になっています」と述べている[247]。
- その一方で、地元の鳥取を経由する山陰新幹線構想について、少子化による需要低下などの問題から建設に懐疑的であるほか、リニア中央新幹線についても、財政投融資による東海旅客鉄道（JR東海）への貸し付けを批判している[248]。

カレー愛好家
- 大学4年間ほとんどカレー三昧の学生生活を送っていた[249]。自分の生まれた世代にとってはカレーは特別な日の御馳走であった[249]。それは人生の喜びのようなものであると言うことが出来る[249]。国会議員の石破が腕を振るったカレーが「石破カレー」として知られている。石破の防衛庁長官時代、役職柄から気軽に出歩くことが難しく、カレーや和食・洋食・中華料理を自分で作り始めた[249]。「石破カレー」のルールとしては、サフラン入りのコメ、インドから調達したスパイス[249]、鳥取産の大山地鶏骨付き手羽元と野菜[250]、隠し味に鳥取産ラッキョウ[250]、鳥取梨ワイン[250]、インスタントコーヒー[250]等、これを使用する例がある。なお、石破の選挙区である鳥取市はカレー消費量が多い都市である[251]。

### 交友関係
- 野党議員時代の野田第2次改造内閣において、保安庁・防衛庁時代を含め史上初の民間人から防衛大臣に任命された森本敏拓殖大学大学院教授について「政治家でない以上、責任はとれない」と批判する一方、森本の能力自体は高く評価しており、森本や長島昭久との共著でも「森本先生みたいな方に、政治任用で安全保障担当補佐官になっていただきたいのです。有為な人材を得る。それは何も、政治家でなければいけないということではない」「政治任用といっても、別に政治家である必要はありません。ローレス（米国防次官補）にしても、別に上院議員ではないですから。それは防衛参事官制度にも共通して言えることですが、政権と運命を共にする人であれば、政治家である必要はまったくない。政治家の論功賞のポストでも何でもないわけですから」と述べている[252][要文献特定詳細情報]。
- 2012年9月に自由民主党幹事長に就任して以降、公明党幹事長の井上義久とプライベートでも親交を深め、同年9月には劇団四季のミュージカル『コーラスライン』を揃って観劇した。観劇には石破の妻も同行し、観劇後には和食料理店で会食もしている。石破は井上について「井上さんも私も堅物ですよね。理屈が通らないことは嫌い、駆け引きはできないが人を裏切らない、たぶらかさない。そのあたりが互いに分かって、気が合ったんじゃないかな」と述べた[253]。
- 日本維新の会共同代表の前原誠司は同じ鳥取県出身であり[注釈 11]、外交・安全保障の政策通、内閣総理大臣の靖国神社参拝反対、鉄道マニア、プラモデル愛好家等、共通点が多く、鉄道番組で共演している[254]。 他、共著も出版している[255]。石破の2008年自由民主党総裁選挙への出馬のきっかけは、前原との会話が間接的な原因でなったとする報道もある[256]。
- 高校の2年次に泉麻人と同じクラスであった。
- 毎夏のお盆に、2008年2月に起きたイージス艦衝突事故の遺族を訪ねており、バーベキューにも招かれるまでになった[20]。一方で、事故原因がいまだ不明な状況で自衛隊を庇わなかったことなどから、防衛省では嫌悪されているという[257]。

### 家族関係
- 大学時代の同級生で1年次の4月に、図書館で見かけた女性で「こんなきれいな女性が世の中にいたのか」と一目惚れして8年かけて恋愛結婚したのが、妻の佳子（旧姓：中村）であった[258]。
  - 茂が大学を卒業して三井銀行に就職するときに、中村に「結婚を前提としてこれからもお付き合いいただけませんか」と頼んだが断られたという。「弁護士になりたいから法律学科に入ったのに、私と結婚したいから安定した仕事がいいと言って三井銀行にしたんですよねと。そういうふうに人生の目標がコロコロ変わる人は私は嫌いです」と言われたという[258][259]。
  - その後、1981年に茂の父親である石破二朗が死去したことを新聞報道で知った中村が弔電を送ったことを契機に交際を開始。1983年に結婚した[258]。
  - その妻の佳子に、「あなたを政治家としては評価します。ですが、夫として父親としては評価できません」と一度だけ言われたことがあるという。また、夫婦喧嘩については「それはみんな私に落ち度がありますわけで」という。また、「結婚式のスピーチでもよく言うことだが、奥さんといろんなバトルをやって勝てることは万に一つもない」、「私は安全保障屋なので、勝てない戦をやってはいけない、早く事態の収拾に努める」という[260]。

### 世襲
- 父親の石破二朗は、鳥取県知事、参議院議員などを歴任したので、2世の世襲政治家である。1993年のインタビューでは、日本政界で世襲が多い理由について、次のように述べていた。「二世代議士が多いという理由はたったひとつ、エコノミーだから、ということなんですよ。たとえば私の場合、昭和五十九（引用者注：1984）年の九月十六日、父親の命日に鳥取県庁で記者会見をして、次期衆議院選に出馬する、と言ったわけですね。すると翌日の地元紙の朝刊トップに『石破二朗元知事の長男、次期衆院選に出馬』とバーンと出るわけです。で、私は一円の金もかけることもなく鳥取県津々浦々に出馬の意向を伝えることができた。すなわち、名前の売り賃がタダ。同時に、あのオヤジのセガレであれば、そんなにおかしなやつじゃなかろうという、そこはかとない安心感がタダ。ふつうの人が私よりどんなに優秀であろうが、志が高かろうが、そこのステージに到達するまでに、すでに何億円もかかるわけですよ。」「金は無くても二世でなくても優秀な人材なら国会議員になれるということにしていかないと、やがて日本の国はおかしくなるよ、と。そのために政治改革、選挙制度改革をやろう、ということですよね。小選挙区制度になれば党対党の選挙ですから、党が金を出す。そして、選挙の費用は国費でもつ、と。われわれは、優秀な人材を公募で集めるということも考えているんですが、選挙のために、田畑売り払ったり借金したり、というのでは誰も応募しませんよ」[261]。なお、自民党による国会議員候補の公募は、1990年代から限定的に開始され、本格化したのは2003年以降である[262]。

## 不祥事

### 旧・統一教会との関係
- 2022年9月8日に自由民主党が旧・統一教会やその関連団体と関係があった自民党議員の一覧を公表し、その中に石破の氏名があり、石破が関わりを持っていた事が明らかとなった[263][264]。

- ジャーナリストの鈴木エイトが作成した「旧統一教会関連団体と関係があった現職国会議員168人」によれば、旧統一教会関連団体との関係について、2015年に旧統一教会系の「世界戦略総合研究所」の定例会で講演。2017年には自民党鳥取県第1選挙区支部に教団系の世界日報社元社長から10万円の献金。2018年は教団系列企業のイベント「緊急特別講演会2018」に祝電を打っていた[265]。

- 2017年11月28日、政治評論家で元衆議院議員の長野祐也の編著『政界キーパーソンに聞くPART17』『医療界キーパーソンに聞くPART4』（共に統一教会関連団体の世界日報社刊）の出版を祝う会が都内で開かれ、自民党の高村正彦、石破茂、加藤勝信、塩崎恭久、田村憲久、立憲民主党の福山哲郎、希望の党の玉木雄一郎、長島昭久、細野豪志、読売新聞の橋本五郎特別編集委員らが激励のあいさつをした[266]。発起人代表として木下義昭・世界日報社会長が冒頭のあいさつを行った[266]。

### 不二阿祖山太神宮との関係
- 石破は2015年以来、首相在任中の2025年に至るまで、新興宗教「不二阿祖山太神宮」が後援し、その関係者が主要幹部を務めるイベント「FUJISAN地球フェスタWA」の代表発起人となり、名誉顧問を務めている[267][268][269][270][271][272][273][274][275][276][277]。「FUJISAN地球フェスタWA」の実行委員長は、不二阿祖山太神宮の創始者・渡邉政男である[268][269][270][271][272][273][274][275][276][277][278]。また、「FUJISAN地球フェスタWA」を主催する「FUJISAN地球フェスタWA実行委員会」の連絡先である「NPO法人地球と共に生きる会」の代表者は、不二阿祖山太神宮の創始者・渡邉政男である[278][279][280]。

## 選挙歴
| 当落 | 選挙                   | 執行日         | 年齢 | 選挙区       | 政党       | 得票数     | 得票率 | 定数 | 得票順位 /候補者数 | 政党内比例順位 /政党当選者数 |
| ---- | ---------------------- | -------------- | ---- | ------------ | ---------- | ---------- | ------ | ---- | ------------------ | ---------------------------- |
| 当   | 第38回衆議院議員総選挙 | 1986年07月06日 | 29   | 鳥取県全県区 | 自由民主党 | 5万6534票  | 14.82% | 4    | 4/8                | /                            |
| 当   | 第39回衆議院議員総選挙 | 1990年02月18日 | 33   | 鳥取県全県区 | 自由民主党 | 8万2169票  | 21.54% | 4    | 1/8                | /                            |
| 当   | 第40回衆議院議員総選挙 | 1993年07月18日 | 36   | 鳥取県全県区 | 無所属     | 13万7025票 | 40.37% | 4    | 1/5                | /                            |
| 当   | 第41回衆議院議員総選挙 | 1996年10月20日 | 39   | 鳥取県第1区  | 無所属     | 9万4147票  | 62.47% | 1    | 1/4                | /                            |
| 当   | 第42回衆議院議員総選挙 | 2000年06月25日 | 43   | 鳥取県第1区  | 自由民主党 | 9万1163票  | 49.06% | 1    | 1/4                | /                            |
| 当   | 第43回衆議院議員総選挙 | 2003年11月09日 | 46   | 鳥取県第1区  | 自由民主党 | 11万4283票 | 71.60% | 1    | 1/3                | /                            |
| 当   | 第44回衆議院議員総選挙 | 2005年09月11日 | 48   | 鳥取県第1区  | 自由民主党 | 10万6805票 | 59.25% | 1    | 1/4                | /                            |
| 当   | 第45回衆議院議員総選挙 | 2009年08月30日 | 52   | 鳥取県第1区  | 自由民主党 | 11万8121票 | 61.97% | 1    | 1/4                | /                            |
| 当   | 第46回衆議院議員総選挙 | 2012年12月16日 | 55   | 鳥取県第1区  | 自由民主党 | 12万4746票 | 84.50% | 1    | 1/3                | /                            |
| 当   | 第47回衆議院議員総選挙 | 2014年12月14日 | 57   | 鳥取県第1区  | 自由民主党 | 9万3105票  | 80.27% | 1    | 1/2                | /                            |
| 当   | 第48回衆議院議員総選挙 | 2017年10月22日 | 60   | 鳥取県第1区  | 自由民主党 | 10万6425票 | 83.63% | 1    | 1/2                | /                            |
| 当   | 第49回衆議院議員総選挙 | 2021年10月31日 | 64   | 鳥取県第1区  | 自由民主党 | 10万5441票 | 84.07% | 1    | 1/2                | /                            |
| 当   | 第50回衆議院議員総選挙 | 2024年10月27日 | 67   | 鳥取県第1区  | 自由民主党 | 10万6670票 | 85.15% | 1    | 1/2                | /                            |

## 報道
獣医学部新設の4条件に関する発言
2017年7月18日付けの産経新聞で、2015年9月に日本獣医師政治連盟委員長の北村直人と日本獣医師会会長の藏内勇夫が、国家戦略特区を担当していた石破と面会した際、同特区における獣医学部新設4条件作成に関して石破が、「学部の新設条件は大変苦慮しましたが、練りに練って、誰がどのような形でも現実的には参入は困難という文言にしました」と発言したとの報道があったが、石破はそうした事実はなかったと否定した。なお、この石破が発言したとされる内容とほぼ同じ文章が、2年前の2015年11月の日本獣医師会雑誌に存在し、そこでは獣医師会の会議報告での北村の発言として、石破からそういった趣旨の話を聞いたという形で掲載されている。北村はこのことに対して週刊誌の取材で、「会議で多少、成果を誇示する表現で報告することはある。あれは石破さんの実際の発言ではなく、私の説明を獣医師会の事務局がまとめたもの。産経はこの会議報告をみて、想像を膨らませて書いたのではないか」と述べ、石破の実際の発言ではないと否定している。また、同産経記事では2014年7月に新潟市が国家戦略特区に獣医学部新設を申請し、ほどなく却下されたことについて、北村が石破に働きかけ、石破が「特区にはなじまないよな」と同調したとされるが、石破は「全く存じ上げない」と否定している。
なお、日本獣医師会は石破をはじめ、複数の大臣に対して獣医学部新設反対のためのロビー活動を行っており、2015年6月22日の平成27年度第2回理事会の北村と蔵内の報告では、石破や麻生太郎財務大臣、下村博文文部科学大臣と折衝した結果、獣医学部新設4条件について、「一つ大きな壁を作っていただいている状況である」、「いくつかの規制がかけられた」との見解を示している。
石破派の抗議
石破派は、石破が日本獣医師会幹部らと面会した際、学部新設条件について「誰がどのような形でも現実的には参入は困難という文言にした」と述べたとする産経新聞の報道について、「発言は事実ではない」と主張している。
また、党幹事長室が加計学園の獣医学部新設問題に関する産経新聞の記事を党所属の全議員にメールで配布した事について、不適切であるとして抗議をおこなった。同派の平将明衆院議員は記者会見で「石破氏が獣医学部新設を阻止したような印象を与える。党内対立をあおるような形でメールを出すのは不適切だ」と批判し、同派の古川禎久事務総長も「この記事が党の見解だと誤解を招く恐れがある」と撤回を要求した。
衆議院当選1回議員に対する商品券10万円の配布
首相就任後の2025年3月3日、首相公邸において、先の2024年10月の衆院選で当選した自民党の1回生議員15人を招いて会食を伴う懇談会を開いたが、会食開始前に首相事務所の関係者が15人の事務所を訪れ、秘書に商品券を渡したと同月13日に大手各紙が報道した。「政治とカネ」を巡る問題の最中に首相自らが政治資金規正法違反に問われかねない行為として、世論や与野党より批判が集まった。配布された各議員はその後商品券を返却している。
石破は報道を受け、その日の13日深夜に記者団の取材に応じ「会食のお土産代わりに、ご家族へのねぎらいなどの観点から、私自身の私費、ポケットマネーで用意をした。法律に抵触をするものではない。政治活動に関する寄付でもない。政治資金規正法上の問題はない」「私の選挙区に住んでいる人もいないので、公職選挙法に抵触するものではない。法的には問題がないと認識しているところだが、色々とご心配をかけ、色んな思いを持たせているということについては、大変申し訳ないことだと思っている」と釈明した。

## 政治資金
東京電力からの献金
東京電力や関連企業がパーティー券購入額の目安として、東京電力が政治家の電力業界での重要度を査定しランク付けしていた上位10議員の内の1人であったことが報じられた。議員秘書等から依頼に応じパーティー券を購入し、一回あたりの購入額を政治資金収支報告書に記載義務のない20万円以下にして東電からの資金の流れが表面化しないようにしていた。
道路運送経営研究会からの献金
道路特定財源が資金源の一つになっている道路運送経営研究会（道路特定財源の一般財源化に反対している）から献金を受けている。
外国人が経営する企業からの献金
石破が代表を務める自民党鳥取県第1選挙区支部が、在日韓国人が経営する鳥取市内のパチンコ企業から2006年から2011年にかけて合計75万円の政治献金を受けていたことが2012年10月に報じられた。石破側は2011年3月に、この企業の経営者が韓国籍であることが判明したため、外国人が株式や出資金の過半数を保有する企業からの献金を禁じている政治資金規正法に抵触すると判断し、全額を返金していた。石破は、献金者は日本名を使用しており、韓国籍とは知らなかったと説明した。
日本獣医師政治連盟からの献金
日本獣医師政治連盟は自民党政権奪還の2012年12月以降、石破茂の「自民党鳥取県第一選挙区支部」に100万円を献金している。

### 派閥の不記載問題
石破が代表を務める派閥「水月会」の政治資金パーティー収入に2019年から2021年の3年間で計80万円の不記載があることが発覚した。公訴時効が過ぎた2016年から2018年の不記載の60万円もあり、それを合わせると総額140万円の不記載がある。石破は、事務局側の確認漏れにより政治資金パーティーを巡る収支報告書への記載ミスがあったと認めたうえで、「誤りは内訳の金額で、収入総額の誤りは確認されていない。修正可能な過去の報告書は既に訂正手続きをした」と説明した。
2024年12月26日、東京地検特捜部は政治資金規正法違反の疑いで告発された石破や会計責任者ら5人を不起訴処分とした。石破については嫌疑なしでの不起訴とした。

## 所属団体・議員連盟
- 自民党たばこ議員連盟（副会長）[306][307]
- 日本会議国会議員懇談会（相談役）
- ボーイスカウト振興国会議員連盟
- 神道政治連盟国会議員懇談会[308]
- 北朝鮮に拉致された日本人を早期に救出するために行動する議員連盟（元会長）
- 日朝国交正常化推進議員連盟[309][310]
- 日韓議員連盟（幹事）[311]
- 自民党国際人材議員連盟（顧問）
- ラーメン文化振興議員連盟（会長）[312]
- 人権外交を超党派で考える議員連盟 [313]
- 賃貸住宅対策議員連盟（会長）

## 家族・親族

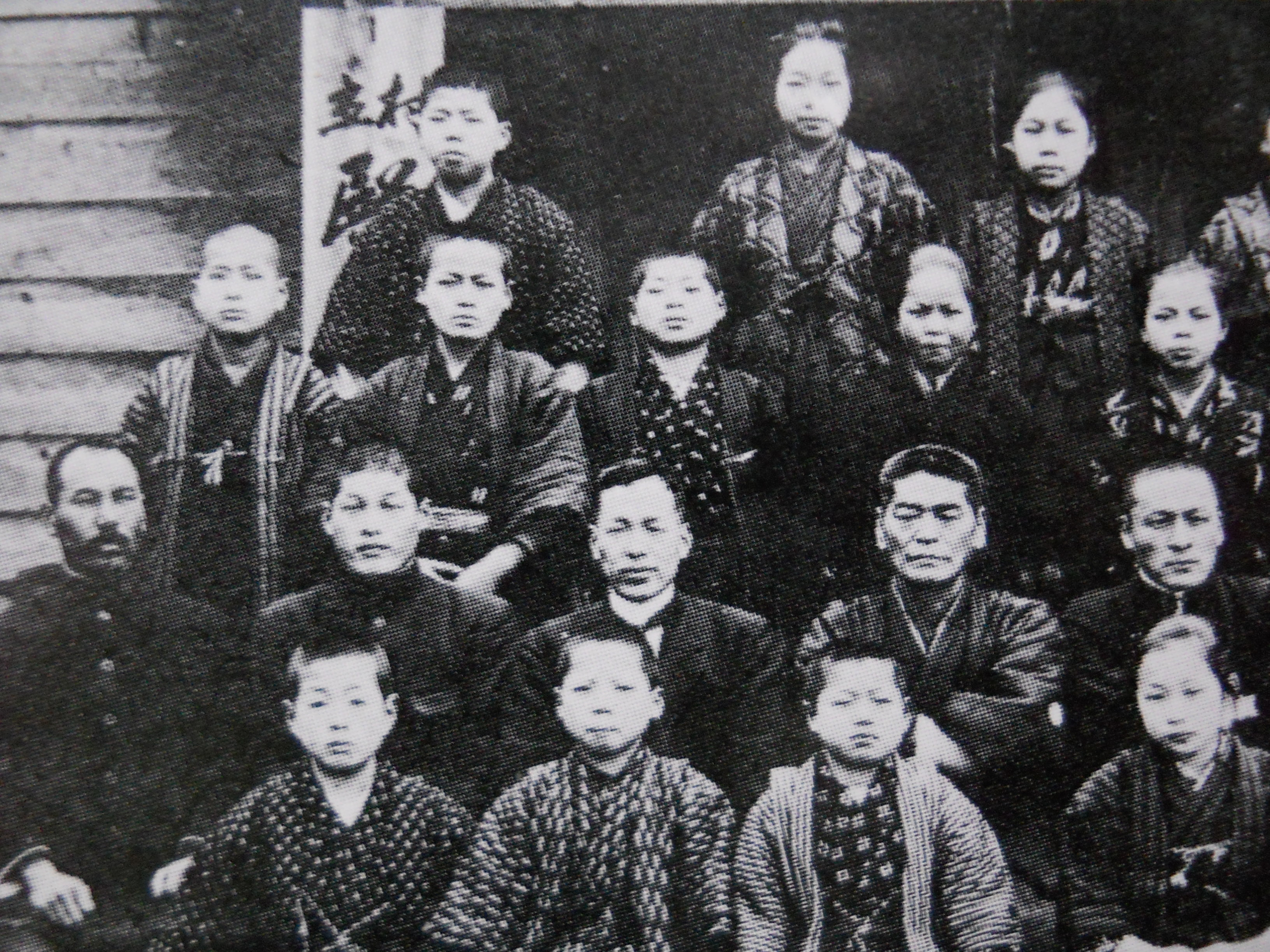
父・石破二朗（後列左端、大正10（1921年）3月、殿尋常高等小学校卒業式記念写真）

### 石破家

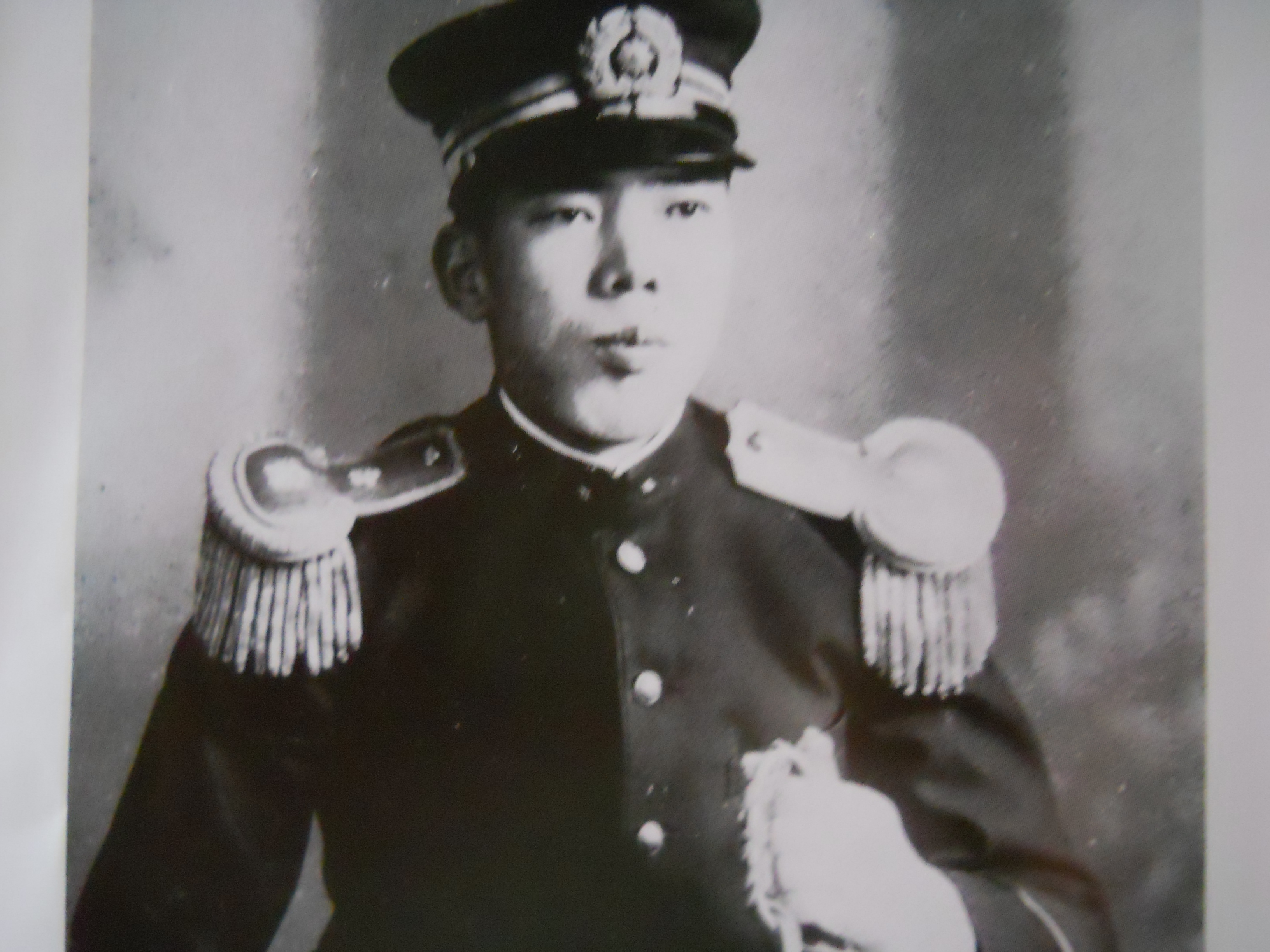
父・石破二朗
本所厩橋警察署長の正装
昭和12（1937年春）

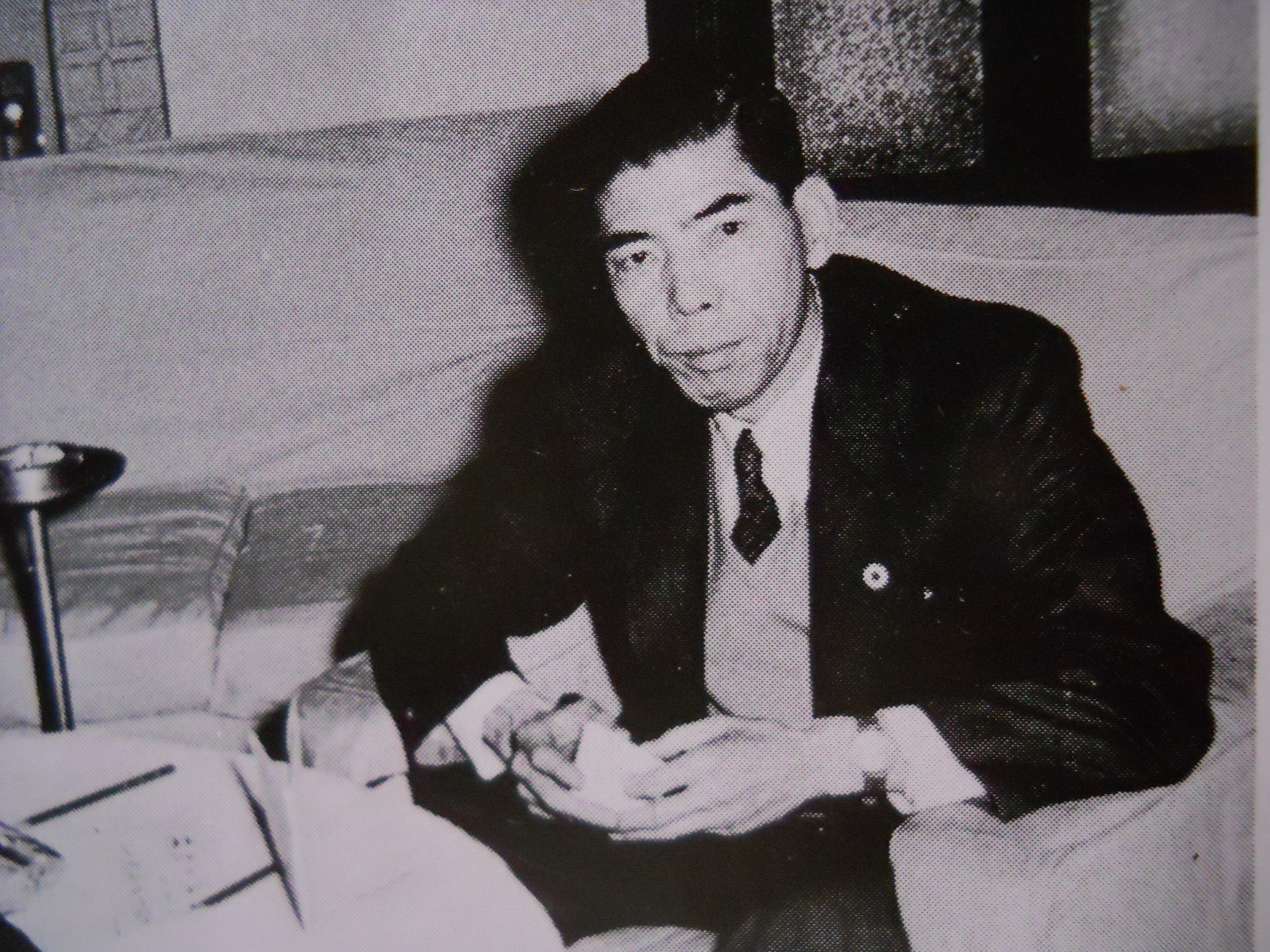
父石破二朗
建設省事務次官当時
1956年（昭和31年）11月）

（鳥取県八頭郡八頭町郡家殿、鳥取市）
石破家は鳥取県八頭郡大御門村大字殿（旧郡家町大字殿、現八頭町郡家殿）の農家だった。八頭町郡家殿は、集落の半数が“石破姓”で、同町は農林業が基幹産業である。
- 祖父・市造（農業、政治家）

明治7年（1874年）生 - 昭和17年（1942年）没。
- 祖母・マサ（山田松太郎の長女[315]）

明治9年（1876年）9月生 - 没。
- 父・二朗（鳥取県知事、建設事務次官、自治大臣、参議院議員）

明治41年（1908年）7月生 - 昭和56年（1981年）9月没。
- 母・和子（国語教師[316]、山形県知事・金森太郎の長女、宗教家金森通倫の孫）

大正7年（1918年）8月生 - 平成3年（1991年）9月没。
- 長姉・悠紀子（英語教師[316]、小野田セメント（現太平洋セメント）取締役・八村義郎の妻、長男にプラス・テク社長八村哲郎）

昭和15年（1940年）5月生 - 。
- 次姉・美知子（歴史教師[316]、中山家に嫁ぐ）[321]

昭和16年（1941年）生 - 。
- 妻・佳子（昭和31年（1956年）8月26日生[323]、昭和電工取締役・中村明の二女[323]、株式会社ブレイクストーン代表取締役[324])
- 長女（1987年度生、早稲田大学卒・東京電力社員[325][326]）
- 次女

### 臼井家

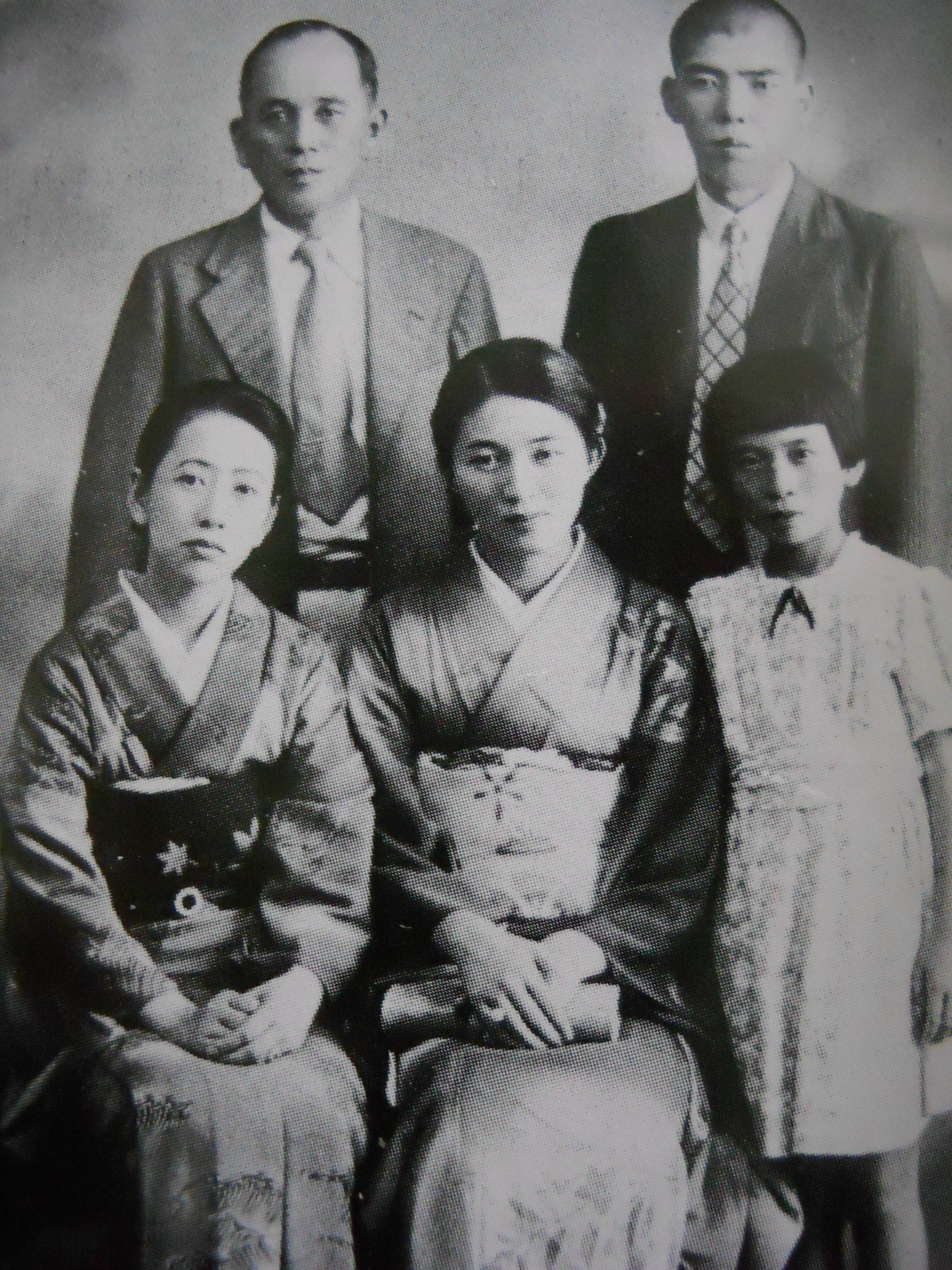
父・石破二朗（後列右、昭和14（1939年）夏）

（鳥取市）
臼井宗（教育者）は父・二朗の長姉の夫。『続 因伯の医師たち』（森納著） p.88-90によると、「臼井家はもと高田姓を名のっていた。八東郡下私都村峰寺に代々医を業として住み、時には御殿医として藩に仕えたこともあった。臼井家六代目宗順（宋順）の時に峰寺より中私都村市場に移った。宗順に医家を継ぐ男子なく三女のちよに八上郡本角村の医師田淵養玄の二男幾蔵を迎えて婿養子とした。幾蔵の二男宗は教職につき丹比小学校長等をつとめた。宗の子宗雄は鳥取市で眼科医院を開業している。」という。

### 金森家
（熊本県玉名郡天水町・託麻郡本山村、東京都）
- 母方の曾祖父・金森通倫（熊本バンド、牧師）

安政4年（1857年）8月生 - 昭和20年（1945年）3月没。
- 母方の祖父・金森太郎（農商務、内務官僚）

明治21年（1888年）6月生 - 昭和33年（1958年）6月没。
- 母方の大おじには金森次郎（実業家）、金森五郎（医師）、金森九郎（鉄鋼技師、東大教授）などがいる。ジャパンタイムスの社長、会長、相談役を務め、国際基督教大学の設立に尽力し、1960年フリーメイソンの日本グランドマスターとなった[328]東ヶ崎潔（とうがさききよし）、元明治学院大学教授浜健夫などは大おばの夫である。元同志社総長牧野虎次長男操の妻弥生は母和子の従姉に当たる[329]。

### 略系図
|            |            |            |            |            |            |  |  | 臼井幾蔵   | 臼井幾蔵 | 臼井幾蔵 | 臼井幾蔵 | 臼井幾蔵 | 臼井幾蔵 |  |  | 臼井宗     | 臼井宗   | 臼井宗   | 臼井宗   | 臼井宗   | 臼井宗   |  |  |          |          |          |          |          |          |  |  |          |  |  |  |
|            |            |            |            |            |            |  |  | 臼井幾蔵   | 臼井幾蔵 | 臼井幾蔵 | 臼井幾蔵 | 臼井幾蔵 | 臼井幾蔵 |  |  | 臼井宗     | 臼井宗   | 臼井宗   | 臼井宗   | 臼井宗   | 臼井宗   |  |  |          |          |          |          |          |          |  |  |          |  |  |  |
|            |            |            |            |            |            |  |  |            |          |          |          |          |          |  |  |            |          |          |          |          |          |  |  |          |          |          |          |          |          |  |  |          |  |  |  |
|            |            |            |            |            |            |  |  |            |          |          |          |          |          |  |  |            |          |          |          |          |          |  |  |          |          |          |          |          |          |  |  |          |  |  |  |
|            |            |            |            |            |            |  |  |            |          |          |          |          |          |  |  | 里喜       |          |          |          |          |          |  |  |          |          |          |          |          |          |  |  |          |  |  |  |
|            |            |            |            |            |            |  |  |            |          |          |          |          |          |  |  |            |          |          |          |          |          |  |  |          |          |          |          |          |          |  |  |          |  |  |  |
| 石破常七   | 石破常七   | 石破常七   | 石破常七   | 石破常七   | 石破常七   |  |  | 石破市造   | 石破市造 | 石破市造 | 石破市造 | 石破市造 | 石破市造 |  |  |            |          |          |          |          |          |  |  |          |          |          |          |          |          |  |  |          |  |  |  |
| 石破常七   | 石破常七   | 石破常七   | 石破常七   | 石破常七   | 石破常七   |  |  | 石破市造   | 石破市造 | 石破市造 | 石破市造 | 石破市造 | 石破市造 |  |  |            |          |          |          |          |          |  |  |          |          |          |          |          |          |  |  |          |  |  |  |
|            |            |            |            |            |            |  |  |            |          |          |          |          |          |  |  | 八村信三   | 八村信三 | 八村信三 | 八村信三 | 八村信三 | 八村信三 |  |  | 八村義郎 | 八村義郎 | 八村義郎 | 八村義郎 | 八村義郎 | 八村義郎 |  |  |          |  |  |  |
|            |            |            |            |            |            |  |  |            |          |          |          |          |          |  |  | 八村信三   | 八村信三 | 八村信三 | 八村信三 | 八村信三 | 八村信三 |  |  | 八村義郎 | 八村義郎 | 八村義郎 | 八村義郎 | 八村義郎 | 八村義郎 |  |  |          |  |  |  |
|            |            |            |            |            |            |  |  |            |          |          |          |          |          |  |  |            |          |          |          |          |          |  |  |          |          |          |          |          |          |  |  |          |  |  |  |
|            |            |            |            |            |            |  |  |            |          |          |          |          |          |  |  |            |          |          |          |          |          |  |  |          |          |          |          |          |          |  |  |          |  |  |  |
|            |            |            |            |            |            |  |  |            |          |          |          |          |          |  |  |            |          |          |          |          |          |  |  |          |          |          |          |          |          |  |  | 八村哲郎 |  |  |  |
|            |            |            |            |            |            |  |  |            |          |          |          |          |          |  |  |            |          |          |          |          |          |  |  |          |          |          |          |          |          |  |  |          |  |  |  |
| 山田松太郎 | 山田松太郎 | 山田松太郎 | 山田松太郎 | 山田松太郎 | 山田松太郎 |  |  | マサ       | マサ     | マサ     | マサ     | マサ     | マサ     |  |  |            |          |          |          |          |          |  |  |          |          |          |          |          |          |  |  |          |  |  |  |
| 山田松太郎 | 山田松太郎 | 山田松太郎 | 山田松太郎 | 山田松太郎 | 山田松太郎 |  |  | マサ       | マサ     | マサ     | マサ     | マサ     | マサ     |  |  |            |          |          |          |          |          |  |  |          |          |          |          |          |          |  |  |          |  |  |  |
|            |            |            |            |            |            |  |  |            |          |          |          |          |          |  |  | 石破二朗   | 石破二朗 | 石破二朗 | 石破二朗 | 石破二朗 | 石破二朗 |  |  | 悠紀子   | 悠紀子   | 悠紀子   | 悠紀子   | 悠紀子   | 悠紀子   |  |  |          |  |  |  |
|            |            |            |            |            |            |  |  |            |          |          |          |          |          |  |  | 石破二朗   | 石破二朗 | 石破二朗 | 石破二朗 | 石破二朗 | 石破二朗 |  |  | 悠紀子   | 悠紀子   | 悠紀子   | 悠紀子   | 悠紀子   | 悠紀子   |  |  |          |  |  |  |
|            |            |            |            |            |            |  |  |            |          |          |          |          |          |  |  |            |          |          |          |          |          |  |  |          |          |          |          |          |          |  |  |          |  |  |  |
|            |            |            |            |            |            |  |  |            |          |          |          |          |          |  |  |            |          |          |          |          |          |  |  | 美知子   |          |          |          |          |          |  |  |          |  |  |  |
|            |            |            |            |            |            |  |  |            |          |          |          |          |          |  |  |            |          |          |          |          |          |  |  |          |          |          |          |          |          |  |  |          |  |  |  |
|            |            |            |            |            |            |  |  |            |          |          |          |          |          |  |  |            |          |          |          |          |          |  |  |          |          |          |          |          |          |  |  |          |  |  |  |
| 金森通倫   | 金森通倫   | 金森通倫   | 金森通倫   | 金森通倫   | 金森通倫   |  |  | 金森太郎   | 金森太郎 | 金森太郎 | 金森太郎 | 金森太郎 | 金森太郎 |  |  | 和子       | 和子     | 和子     | 和子     | 和子     | 和子     |  |  | 石破茂   | 石破茂   | 石破茂   | 石破茂   | 石破茂   | 石破茂   |  |  |          |  |  |  |
| 金森通倫   | 金森通倫   | 金森通倫   | 金森通倫   | 金森通倫   | 金森通倫   |  |  | 金森太郎   | 金森太郎 | 金森太郎 | 金森太郎 | 金森太郎 | 金森太郎 |  |  | 和子       | 和子     | 和子     | 和子     | 和子     | 和子     |  |  | 石破茂   | 石破茂   | 石破茂   | 石破茂   | 石破茂   | 石破茂   |  |  |          |  |  |  |
|            |            |            |            |            |            |  |  |            |          |          |          |          |          |  |  |            |          |          |          |          |          |  |  |          |          |          |          |          |          |  |  |          |  |  |  |
|            |            |            |            |            |            |  |  |            |          |          |          |          |          |  |  | 中村明     | 中村明   | 中村明   | 中村明   | 中村明   | 中村明   |  |  | 佳子     | 佳子     | 佳子     | 佳子     | 佳子     | 佳子     |  |  |          |  |  |  |
|            |            |            |            |            |            |  |  |            |          |          |          |          |          |  |  | 中村明     | 中村明   | 中村明   | 中村明   | 中村明   | 中村明   |  |  | 佳子     | 佳子     | 佳子     | 佳子     | 佳子     | 佳子     |  |  |          |  |  |  |
|            |            |            |            |            |            |  |  |            |          |          |          |          |          |  |  |            |          |          |          |          |          |  |  |          |          |          |          |          |          |  |  |          |  |  |  |
|            |            |            |            |            |            |  |  |            |          |          |          |          |          |  |  | 石破二朗   | 石破二朗 | 石破二朗 | 石破二朗 | 石破二朗 | 石破二朗 |  |  | 悠紀子   | 悠紀子   | 悠紀子   | 悠紀子   | 悠紀子   | 悠紀子   |  |  |          |  |  |  |
|            |            |            |            |            |            |  |  |            |          |          |          |          |          |  |  | 石破二朗   | 石破二朗 | 石破二朗 | 石破二朗 | 石破二朗 | 石破二朗 |  |  | 悠紀子   | 悠紀子   | 悠紀子   | 悠紀子   | 悠紀子   | 悠紀子   |  |  |          |  |  |  |
|            |            |            |            |            |            |  |  |            |          |          |          |          |          |  |  |            |          |          |          |          |          |  |  |          |          |          |          |          |          |  |  |          |  |  |  |
|            |            |            |            |            |            |  |  |            |          |          |          |          |          |  |  |            |          |          |          |          |          |  |  | 美知子   |          |          |          |          |          |  |  |          |  |  |  |
|            |            |            |            |            |            |  |  |            |          |          |          |          |          |  |  |            |          |          |          |          |          |  |  |          |          |          |          |          |          |  |  |          |  |  |  |
|            |            |            |            |            |            |  |  |            |          |          |          |          |          |  |  |            |          |          |          |          |          |  |  |          |          |          |          |          |          |  |  |          |  |  |  |
|            |            |            |            |            |            |  |  | 金森太郎   | 金森太郎 | 金森太郎 | 金森太郎 | 金森太郎 | 金森太郎 |  |  | 和子       | 和子     | 和子     | 和子     | 和子     | 和子     |  |  | 石破茂   | 石破茂   | 石破茂   | 石破茂   | 石破茂   | 石破茂   |  |  |          |  |  |  |
|            |            |            |            |            |            |  |  | 金森太郎   | 金森太郎 | 金森太郎 | 金森太郎 | 金森太郎 | 金森太郎 |  |  | 和子       | 和子     | 和子     | 和子     | 和子     | 和子     |  |  | 石破茂   | 石破茂   | 石破茂   | 石破茂   | 石破茂   | 石破茂   |  |  |          |  |  |  |
|            |            |            |            |            |            |  |  |            |          |          |          |          |          |  |  |            |          |          |          |          |          |  |  |          |          |          |          |          |          |  |  |          |  |  |  |
|            |            |            |            |            |            |  |  | 金森次郎   |          |          |          |          |          |  |  |            |          |          |          |          |          |  |  |          |          |          |          |          |          |  |  |          |  |  |  |
|            |            |            |            |            |            |  |  |            |          |          |          |          |          |  |  |            |          |          |          |          |          |  |  |          |          |          |          |          |          |  |  |          |  |  |  |
|            |            |            |            |            |            |  |  |            |          |          |          |          |          |  |  |            |          |          |          |          |          |  |  |          |          |          |          |          |          |  |  |          |  |  |  |
|            |            |            |            |            |            |  |  | 三壽       |          |          |          |          |          |  |  |            |          |          |          |          |          |  |  |          |          |          |          |          |          |  |  |          |  |  |  |
|            |            |            |            |            |            |  |  |            |          |          |          |          |          |  |  |            |          |          |          |          |          |  |  |          |          |          |          |          |          |  |  |          |  |  |  |
|            |            |            |            |            |            |  |  |            |          |          |          |          |          |  |  |            |          |          |          |          |          |  |  |          |          |          |          |          |          |  |  |          |  |  |  |
|            |            |            |            |            |            |  |  |            |          |          |          |          |          |  |  | 恵美子     |          |          |          |          |          |  |  |          |          |          |          |          |          |  |  |          |  |  |  |
|            |            |            |            |            |            |  |  |            |          |          |          |          |          |  |  |            |          |          |          |          |          |  |  |          |          |          |          |          |          |  |  |          |  |  |  |
|            |            |            |            |            |            |  |  |            |          |          |          |          |          |  |  |            |          |          |          |          |          |  |  |          |          |          |          |          |          |  |  |          |  |  |  |
|            |            |            |            |            |            |  |  | 東ヶ崎潔   |          |          |          |          |          |  |  |            |          |          |          |          |          |  |  |          |          |          |          |          |          |  |  |          |  |  |  |
|            |            |            |            |            |            |  |  |            |          |          |          |          |          |  |  | 柴田徳衛   |          |          |          |          |          |  |  |          |          |          |          |          |          |  |  |          |  |  |  |
|            |            |            |            |            |            |  |  | 四壽       |          |          |          |          |          |  |  |            |          |          |          |          |          |  |  |          |          |          |          |          |          |  |  |          |  |  |  |
|            |            |            |            |            |            |  |  |            |          |          |          |          |          |  |  |            |          |          |          |          |          |  |  |          |          |          |          |          |          |  |  |          |  |  |  |
|            |            |            |            |            |            |  |  |            |          |          |          |          |          |  |  |            |          |          |          |          |          |  |  |          |          |          |          |          |          |  |  |          |  |  |  |
|            |            |            |            |            |            |  |  |            |          |          |          |          |          |  |  | 市田左右一 |          |          |          |          |          |  |  |          |          |          |          |          |          |  |  |          |  |  |  |
|            |            |            |            |            |            |  |  |            |          |          |          |          |          |  |  |            |          |          |          |          |          |  |  |          |          |          |          |          |          |  |  |          |  |  |  |
|            |            |            |            |            |            |  |  |            |          |          |          |          |          |  |  |            |          |          |          |          |          |  |  |          |          |          |          |          |          |  |  |          |  |  |  |
|            |            |            |            |            |            |  |  | 市田幸四郎 |          |          |          |          |          |  |  |            |          |          |          |          |          |  |  |          |          |          |          |          |          |  |  |          |  |  |  |
| 金森通倫   |            |            |            |            |            |  |  |            |          |          |          |          |          |  |  |            |          |          |          |          |          |  |  |          |          |          |          |          |          |  |  |          |  |  |  |
|            |            |            |            |            |            |  |  |            |          |          |          |          |          |  |  |            |          |          |          |          |          |  |  |          |          |          |          |          |          |  |  |          |  |  |  |
|            |            |            |            |            |            |  |  | 金森五郎   |          |          |          |          |          |  |  |            |          |          |          |          |          |  |  |          |          |          |          |          |          |  |  |          |  |  |  |
|            |            |            |            |            |            |  |  |            |          |          |          |          |          |  |  |            |          |          |          |          |          |  |  |          |          |          |          |          |          |  |  |          |  |  |  |
|            |            |            |            |            |            |  |  |            |          |          |          |          |          |  |  |            |          |          |          |          |          |  |  |          |          |          |          |          |          |  |  |          |  |  |  |
|            |            |            |            |            |            |  |  | 壽々子     |          |          |          |          |          |  |  |            |          |          |          |          |          |  |  |          |          |          |          |          |          |  |  |          |  |  |  |
|            |            |            |            |            |            |  |  |            |          |          |          |          |          |  |  |            |          |          |          |          |          |  |  |          |          |          |          |          |          |  |  |          |  |  |  |
|            |            |            |            |            |            |  |  |            |          |          |          |          |          |  |  |            |          |          |          |          |          |  |  |          |          |          |          |          |          |  |  |          |  |  |  |
|            |            |            |            |            |            |  |  |            |          |          |          |          |          |  |  | 濱田望     |          |          |          |          |          |  |  |          |          |          |          |          |          |  |  |          |  |  |  |
|            |            |            |            |            |            |  |  |            |          |          |          |          |          |  |  |            |          |          |          |          |          |  |  |          |          |          |          |          |          |  |  |          |  |  |  |
|            |            |            |            |            |            |  |  |            |          |          |          |          |          |  |  |            |          |          |          |          |          |  |  |          |          |          |          |          |          |  |  |          |  |  |  |
|            |            |            |            |            |            |  |  | 濱田清治   |          |          |          |          |          |  |  |            |          |          |          |          |          |  |  |          |          |          |          |          |          |  |  |          |  |  |  |
|            |            |            |            |            |            |  |  |            |          |          |          |          |          |  |  |            |          |          |          |          |          |  |  |          |          |          |          |          |          |  |  |          |  |  |  |
|            |            |            |            |            |            |  |  | 壽々枝     |          |          |          |          |          |  |  |            |          |          |          |          |          |  |  |          |          |          |          |          |          |  |  |          |  |  |  |
|            |            |            |            |            |            |  |  |            |          |          |          |          |          |  |  |            |          |          |          |          |          |  |  |          |          |          |          |          |          |  |  |          |  |  |  |
|            |            |            |            |            |            |  |  |            |          |          |          |          |          |  |  |            |          |          |          |          |          |  |  |          |          |          |          |          |          |  |  |          |  |  |  |
|            |            |            |            |            |            |  |  |            |          |          |          |          |          |  |  | 濱潔       |          |          |          |          |          |  |  |          |          |          |          |          |          |  |  |          |  |  |  |
|            |            |            |            |            |            |  |  |            |          |          |          |          |          |  |  |            |          |          |          |          |          |  |  |          |          |          |          |          |          |  |  |          |  |  |  |
|            |            |            |            |            |            |  |  |            |          |          |          |          |          |  |  |            |          |          |          |          |          |  |  |          |          |          |          |          |          |  |  |          |  |  |  |
|            |            |            |            |            |            |  |  | 濱健夫     |          |          |          |          |          |  |  |            |          |          |          |          |          |  |  |          |          |          |          |          |          |  |  |          |  |  |  |
|            |            |            |            |            |            |  |  |            |          |          |          |          |          |  |  |            |          |          |          |          |          |  |  |          |          |          |          |          |          |  |  |          |  |  |  |
|            |            |            |            |            |            |  |  | 金森九郎   |          |          |          |          |          |  |  |            |          |          |          |          |          |  |  |          |          |          |          |          |          |  |  |          |  |  |  |
|            |            |            |            |            |            |  |  |            |          |          |          |          |          |  |  |            |          |          |          |          |          |  |  |          |          |          |          |          |          |  |  |          |  |  |  |

## 著作

### 単著
- 『職業政治の復権 : 混迷からの脱出それは無党派層がめざめるとき』サンドケー出版局、1995年6月10日。
- 『国防』 新潮社、2005年／新潮文庫、2011年
- 『国難―政治に幻想はいらない』 新潮社、2012年／新潮文庫、2015年
- 『真・政治力』 ワニブックス・新書、2013年
- 『日本を、取り戻す。憲法を、取り戻す。』 PHP研究所、2013年
- 『日本人のための「集団的自衛権」入門』 新潮新書、2014年
- 『日本列島創生論―地方は国家の希望なり』 新潮新書、2017年
- 『政策至上主義』 新潮新書、2018年
- 『異論正論』 新潮新書、2022年
- 『保守政治家　わが政策、わが天命』（倉重篤郎編）講談社、2024年8月。ISBN 4065369975
- 『私はこう考える』 新潮新書、2024年12月。上記の新書4冊より抜粋した新編版

### 共著
- 『坐シテ死セズ』（西尾幹二共著）、恒文社21、2003年
- 『軍事を知らずして平和を語るな』（清谷信一共著）、KKベストセラーズ、2006年
- 『国防の論点―日本人が知らない本当の国家危機』（森本敏・長島昭久共著）、PHP研究所、2007年
- 『国防入門』（原案、漫画担当・原望）、あおば出版、2007年
- 『日本の戦争と平和』（小川和久共著）、ビジネス社、2009年
- 『こんな日本をつくりたい』（宇野常寛共著）、太田出版、2012年
- 『国防軍とは何か』（森本敏・西修共著）、幻冬舎ルネッサンス新書、2013年
- 『ニッポンの大問題』（弘兼憲史共著）、ワニブックス、2017年
- 『石破茂と水月會の日本創生』（編者代表）、新講社、2018年
- 『もはや日本には創造的破壊（ガラガラポン）しかない』（浅井隆共著）、第二海援隊、2021年
- 『自民党失敗の本質』 宝島社新書、2021年／宝島社文庫、2024年4月。ISBN 4299054148

他は 村上誠一郎、内田樹、御厨貴、前川喜平、古賀茂明、望月衣塑子、小沢一郎
- 続編『自民党という絶望』 宝島社新書、2023年

他は 鈴木エイト、白井聡、古谷経衡、浜矩子、野口悠紀雄、鈴木宣弘、井上寿一、亀井静香
- 『「我がまち」からの地方創生　分散型社会の生き方改革』（神山典士共著）、平凡社新書、2023年。ISBN 4582860354

### 論文
- 国立情報学研究所収録論文 国立情報学研究所

## 関連人物
- 金森通倫
- 金森太郎
- 金森次郎
- 石破二朗
- 田中角栄
- 中曽根康弘
- 渡辺美智雄